# Villeneuve-sur-Lot
Pour les articles homonymes, voir Villeneuve.
Villeneuve-sur-Lot (prononcé [vil.ˈnœv syʁ ˈlɔt̪]) est une commune  située dans le département de Lot-et-Garonne en région Nouvelle-Aquitaine.

## Géographie

### Localisation
Villeneuve-sur-Lot est une petite ville moyenne, à l'origine une bastide fondée entre 1264 et 1266, située en Agenais, à proximité du Périgord et du Quercy, à égale distance de Bordeaux et de Toulouse, sur la route nationale 21.
Elle est la ville-centre de l'aire d'attraction de Villeneuve-sur-Lot ainsi que de son unité urbaine, de sa zone d'emploi et de son bassin de vie, ainsi que de sa communauté d'agglomération.

### Communes limitrophes
Les communes limitrophes sont La Sauvetat-sur-Lède, Bias, Castelnaud-de-Gratecambe, Hautefage-la-Tour, Lédat, Monflanquin, Penne-d'Agenais, Pujols, Saint-Aubin, Saint-Sylvestre-sur-Lot, Savignac-sur-Leyze et Trentels.
| Castelnaud-de-Gratecambe (sur 50 m), Lédat | La Sauvetat-sur-Lède, Monflanquin | Savignac-sur-Leyze, Saint-Aubin   |
| Bias                                       | Villeneuve-sur-Lot                | Trentels, Saint-Sylvestre-sur-Lot |
| Pujols                                     | Hautefage-la-Tour                 | Penne-d'Agenais                   |

### Géologie et relief
La superficie de la commune est de 81,32 km2 ; son altitude varie de 42  à   209 mètres.
La commune est au cœur d'une large plaine alluviale fertile marquée par diverses terrasses de l'ère quaternaire, entourée de coteaux couverts de vergers dont la roche souvent argileuse, rétractable en période de sécheresse ou gonflante en période humide, correspond en âge au tertiaire moyen.

### Hydrographie
Le Lot traverse la commune et la ville d'est en ouest. Ses affluents sont, d'amont en aval :
- le ruisseau de las Parets en limite de la commune de Saint-Sylvestre-sur-Lot ;
- le ruisseau de Saint-Germain ;
- le ruisseau de Roumas ;
- le ruisseau de Cambes ;
- le Caguerieux en limite de la commune de Bias.

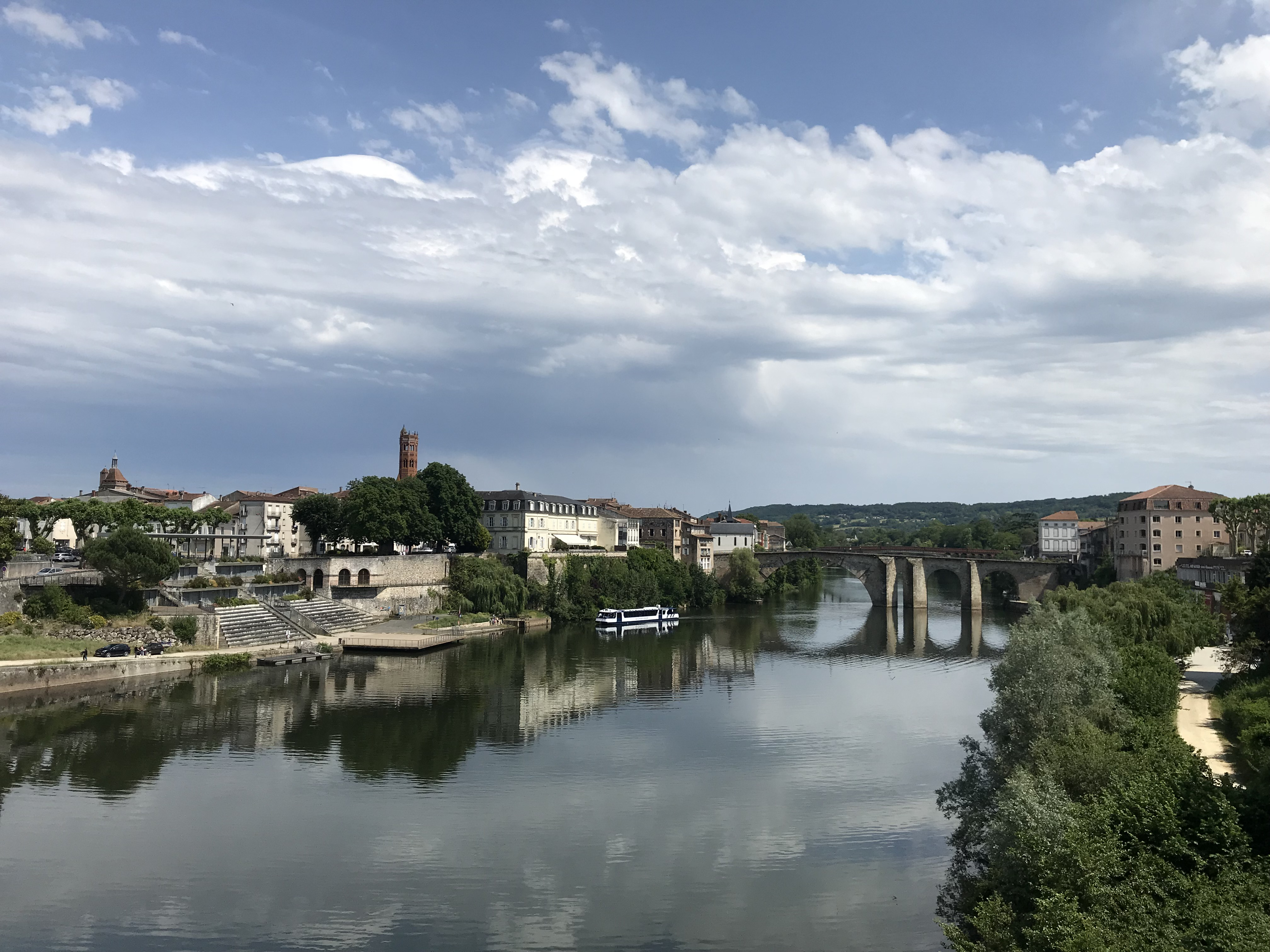
Le lot et la ville.
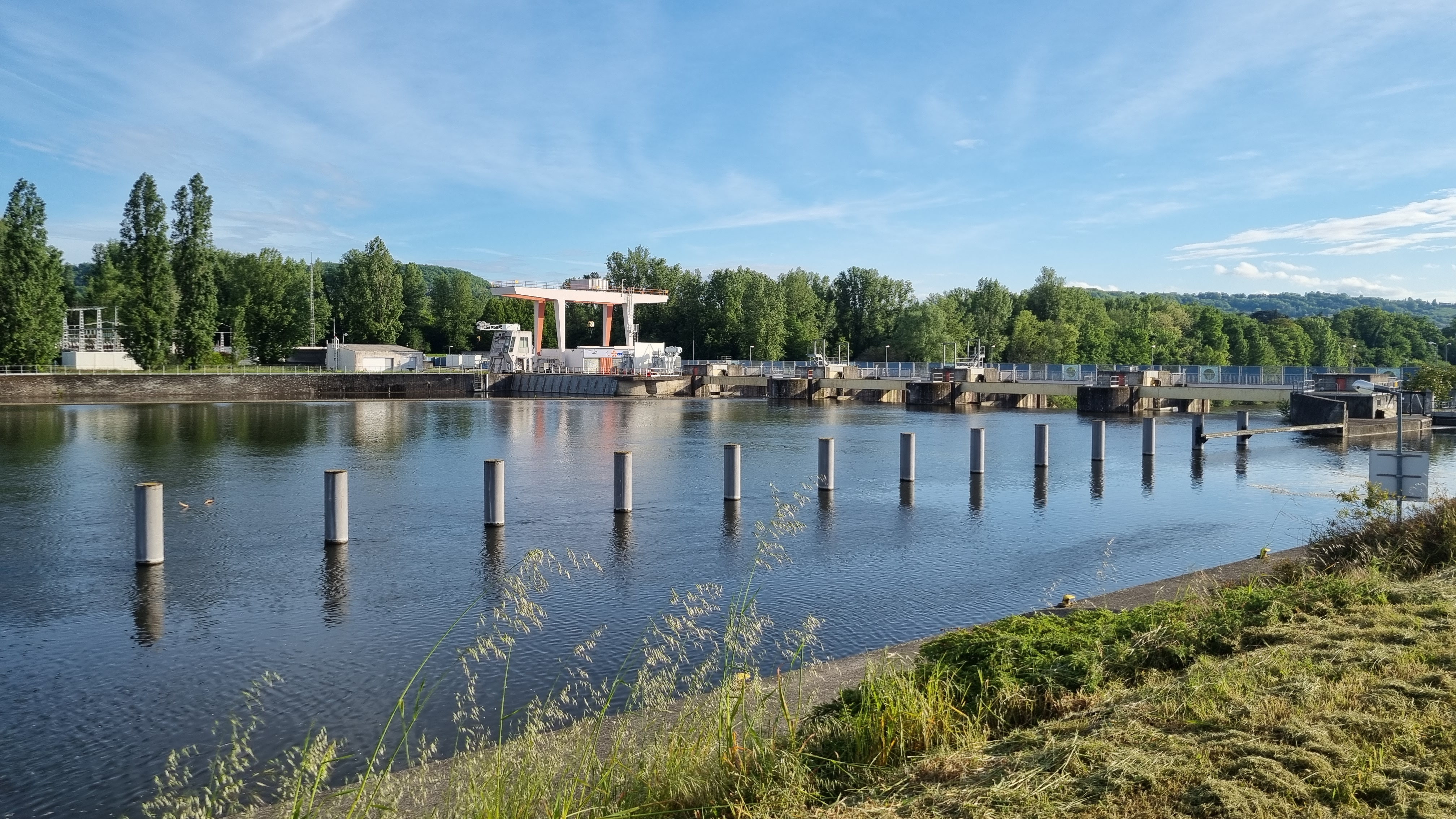
Barrage hydroélectrique de Villeneuve-sur-Lot.

La Lède traverse le nord de la commune d'est en ouest.

### Climat
Pour des articles plus généraux, voir Climat de la Nouvelle-Aquitaine et Climat de Lot-et-Garonne.
Historiquement, la commune est exposée à un climat océanique aquitain.
En 2020, Météo-France publie une typologie des climats de la France métropolitaine dans laquelle la commune est exposée à un climat océanique altéré et est dans la région climatique Aquitaine, Gascogne, caractérisée par une pluviométrie abondante au printemps, modérée en automne, un faible ensoleillement au printemps, un été chaud (19,5 °C), des vents faibles, des brouillards fréquents en automne et en hiver et des orages fréquents en été (15 à 20 jours).
Pour la période 1971-2000, la température annuelle moyenne est de 13,5 °C, avec une amplitude thermique annuelle de 15,4 °C. Le cumul annuel moyen de précipitations est de 799 mm, avec 10,7 jours de précipitations en janvier et 6,8 jours en juillet. Pour la période 1991-2020, la température moyenne annuelle observée sur la station météorologique la plus proche, située sur la commune de Laroque-Timbaut à 15 km à vol d'oiseau, est de 14,0 °C et le cumul annuel moyen de précipitations est de 821,7 mm,. Pour l'avenir, les paramètres climatiques de la commune estimés pour 2050 selon différents scénarios d’émission de gaz à effet de serre sont consultables sur un site dédié publié par Météo-France en novembre 2022.

## Urbanisme

### Typologie
Au 1er janvier 2024, Villeneuve-sur-Lot est catégorisée centre urbain intermédiaire, selon la nouvelle grille communale de densité à sept niveaux définie par l'Insee en 2022.
Elle appartient à l'unité urbaine de Villeneuve-sur-Lot, une agglomération intra-départementale regroupant treize communes, dont elle est ville-centre,,. Par ailleurs la commune fait partie de l'aire d'attraction de Villeneuve-sur-Lot, dont elle est la commune-centre,. Cette aire, qui regroupe 34 communes, est catégorisée dans les aires de 50 000 à moins de 200 000 habitants,.

### Occupation des sols

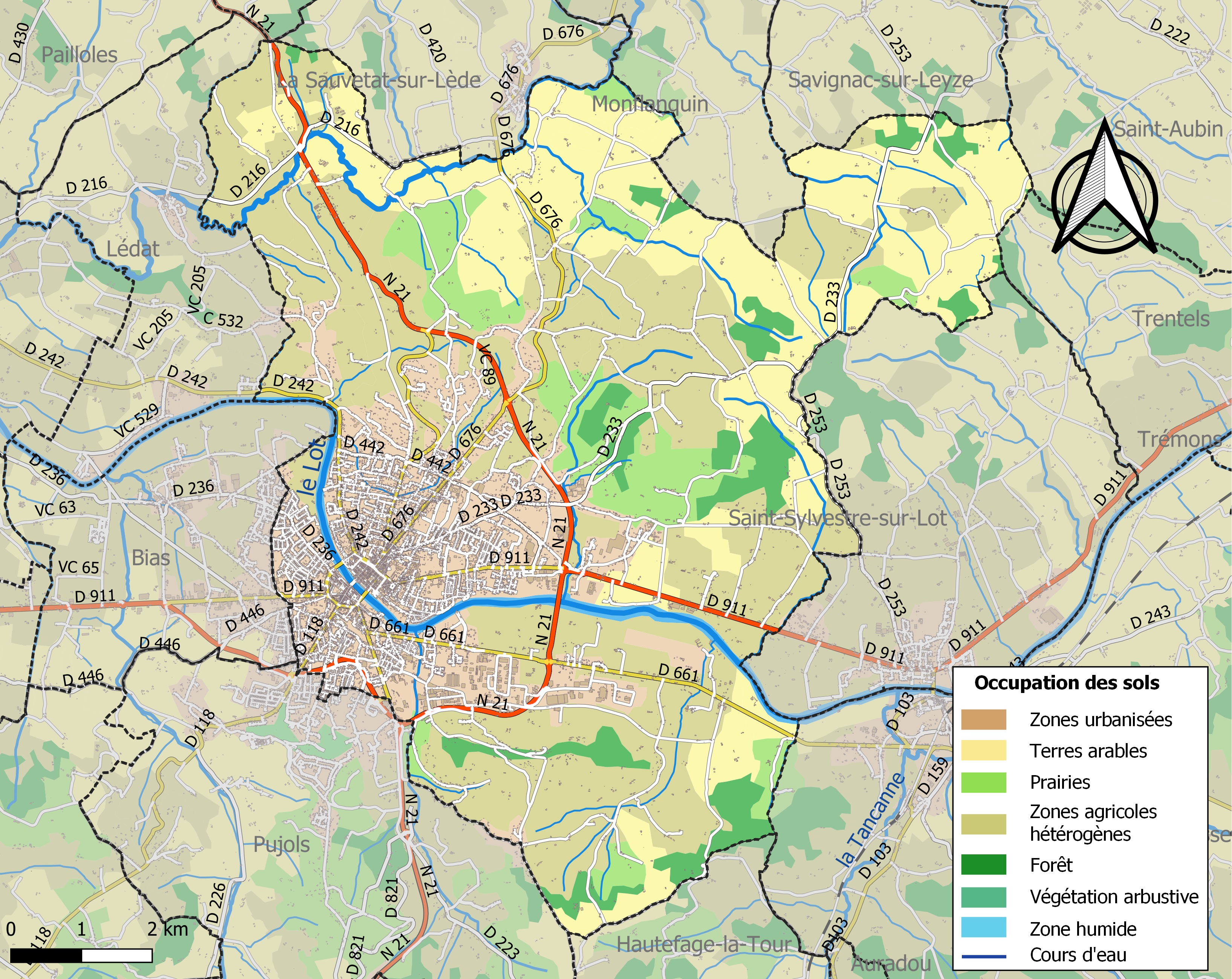
Carte des infrastructures et de l'occupation des sols de la commune en 2018 (CLC).

L'occupation des sols de la commune, telle qu'elle ressort de la base de données européenne d’occupation biophysique des sols Corine Land Cover (CLC), est marquée par l'importance des territoires agricoles (72,2 % en 2018), en diminution par rapport à 1990 (80,7 %).
La répartition détaillée en 2018 est la suivante : zones agricoles hétérogènes (39,4 %), terres arables (21,2 %), zones urbanisées (15,9 %), prairies (8 %), forêts (5,8 %), zones industrielles ou commerciales et réseaux de communication (4,2 %), cultures permanentes (3,6 %), eaux continentales (1,6 %), espaces verts artificialisés, non agricoles (0,2 %).
L'évolution de l’occupation des sols de la commune et de ses infrastructures peut être observée sur les différentes représentations cartographiques du territoire : la carte de Cassini (XVIIIe siècle), la carte d'état-major (1820-1866) et les cartes ou photos aériennes de l'IGN pour la période actuelle (1950 à aujourd'hui).

### Habitat et logement
En 2021, le nombre total de logements dans la commune était de 13 163, alors qu'il était de 13 086 en 2016 et de 13 013 en 2011.
Parmi ces logements, 83,7 % étaient des résidences principales, 2,1 % des résidences secondaires et 14,3 % des logements vacants. Ces logements étaient pour 70,5 % d'entre eux des maisons individuelles et pour 29,3 % des appartements.
Le tableau ci-dessous présente la typologie des logements à Villeneuve-sur-Lot en 2021 en comparaison avec celle de Lot-et-Garonne et de la France entière. Une caractéristique marquante du parc de logements est ainsi la faible proportion des résidences secondaires et logements occasionnels (2,1 %) par rapport au département (6,3 %) et à la France entière (9,7 %).
| Typologie                                               | Villeneuve-sur-Lot | Lot-et-Garonne | France entière |
| ------------------------------------------------------- | ------------------ | -------------- | -------------- |
| Résidences principales (en %)                           | 83,7               | 82,1           | 82,2           |
| Résidences secondaires et logements occasionnels (en %) | 2,1                | 6,3            | 9,7            |
| Logements vacants (en %)                                | 14,3               | 11,6           | 8,1            |

### Voies de communication et transports

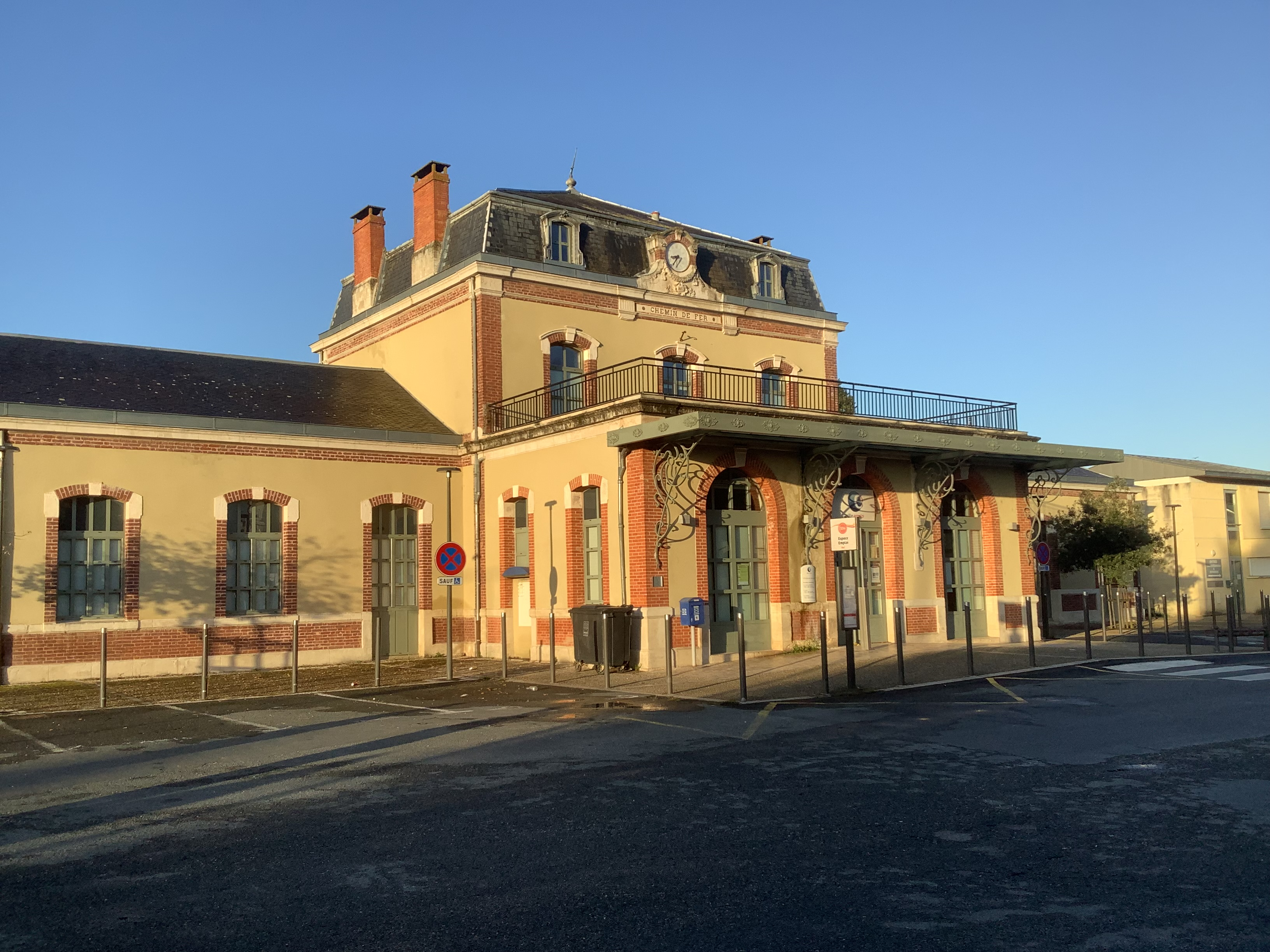
La gare de Villeneuve-sur-Lot

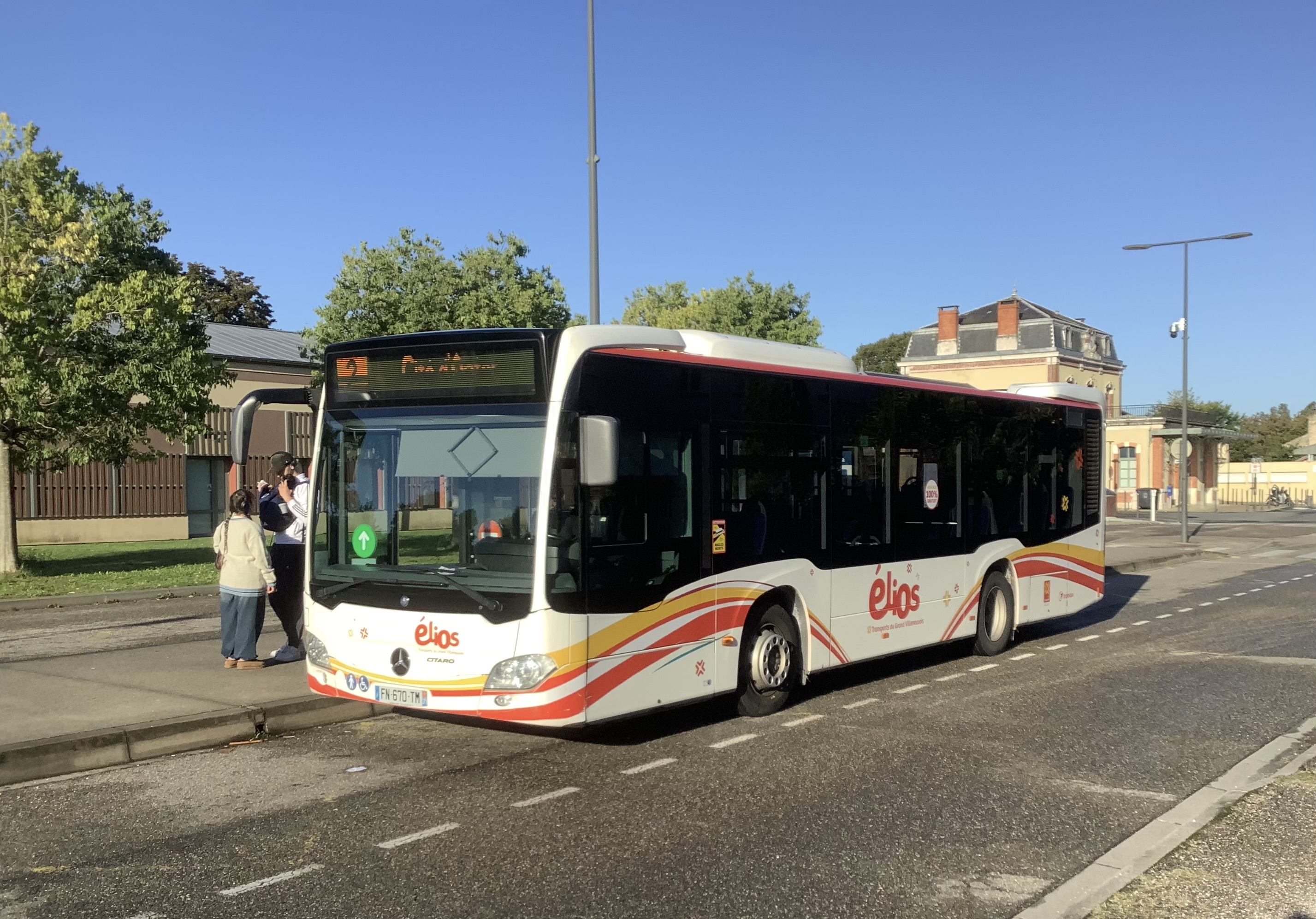
Bus réseau urbain Elios

Une gare ferroviaire est située sur l'ancienne ligne de Penne-d'Agenais à Tonneins. Une réouverture a plusieurs fois été envisagée, puis abandonnée pour des raisons budgétaires. En compensation, une ligne de car TER circule entre Agen et Villeneuve-sur-Lot avec une fréquence de 24 allers - retours quotidiens.
La commune est desservie par le réseau de transport en commun Élios, gratuit depuis avril 2018. Elle est également à l'origine de deux lignes de transport interurbain du département : Villeneuve-sur-Lot - Marmande et Villeneuve-sur-Lot - Fumel.
Les aéroports les plus proches sont ceux d'Agen-La Garenne sur la commune d'Estillac à 33 km, de Bergerac à 56 km, de Toulouse-Blagnac à 149 km et de Bordeaux-Mérignac à 150 km.
Villeneuve est sur une des portions du Lot réhabilitées pour la navigation depuis les années 1990. Juste en amont de la ville se trouve la plus haute écluse de la rivière (13 m), avant Castelmoron plus bas en aval (10 m).
À Villeneuve un aérodrome est utilisé pour l'aviation légère.
La gare TER-TGV la plus proche est celle d'Agen à 28,7 km (ligne Toulouse-Matabiau - Bordeaux-Saint-Jean).
90 % des habitants ont au moins une voiture, 48,6 % en ont deux ou plus en 2022. Les transports utilisés en 2018 pour se rendre au travail sont les suivants :
| pas de déplacement        | 6,9 %  |
| marche, roller, patinette | 4,2 %  |
| vélo (y compris VAE)      | 0      |
| 2 roues motorisées        | 0      |
| voiture                   | 88,9 % |
| transport en commun       | 0      |

### Risques naturels et technologiques
Le territoire de la commune de Villeneuve-sur-Lot est vulnérable à différents aléas naturels : météorologiques (tempête, orage, neige, grand froid, canicule ou sécheresse), inondations, mouvements de terrains et séisme (sismicité très faible). Il est également exposé à deux risques technologiques, le transport de matières dangereuses et la rupture d'un barrage. Un site publié par le BRGM permet d'évaluer simplement et rapidement les risques d'un bien localisé soit par son adresse soit par le numéro de sa parcelle.

#### Risques naturels
Certaines parties du territoire communal sont susceptibles d’être affectées par le risque d’inondation par débordement de cours d'eau, notamment le Lot et la Lède. La commune a été reconnue en état de catastrophe naturelle au titre des dommages causés par les inondations et coulées de boue survenues en 1982, 1986, 1993, 1999, 2003, 2007, 2009, 2015 et 2021,.
Les mouvements de terrains susceptibles de se produire sur la commune sont des affaissements et effondrements liés aux cavités souterraines (hors mines), des glissements de terrain et des tassements différentiels. Afin de mieux appréhender le risque d’affaissement de terrain, un inventaire national permet de localiser les éventuelles cavités souterraines sur la commune.

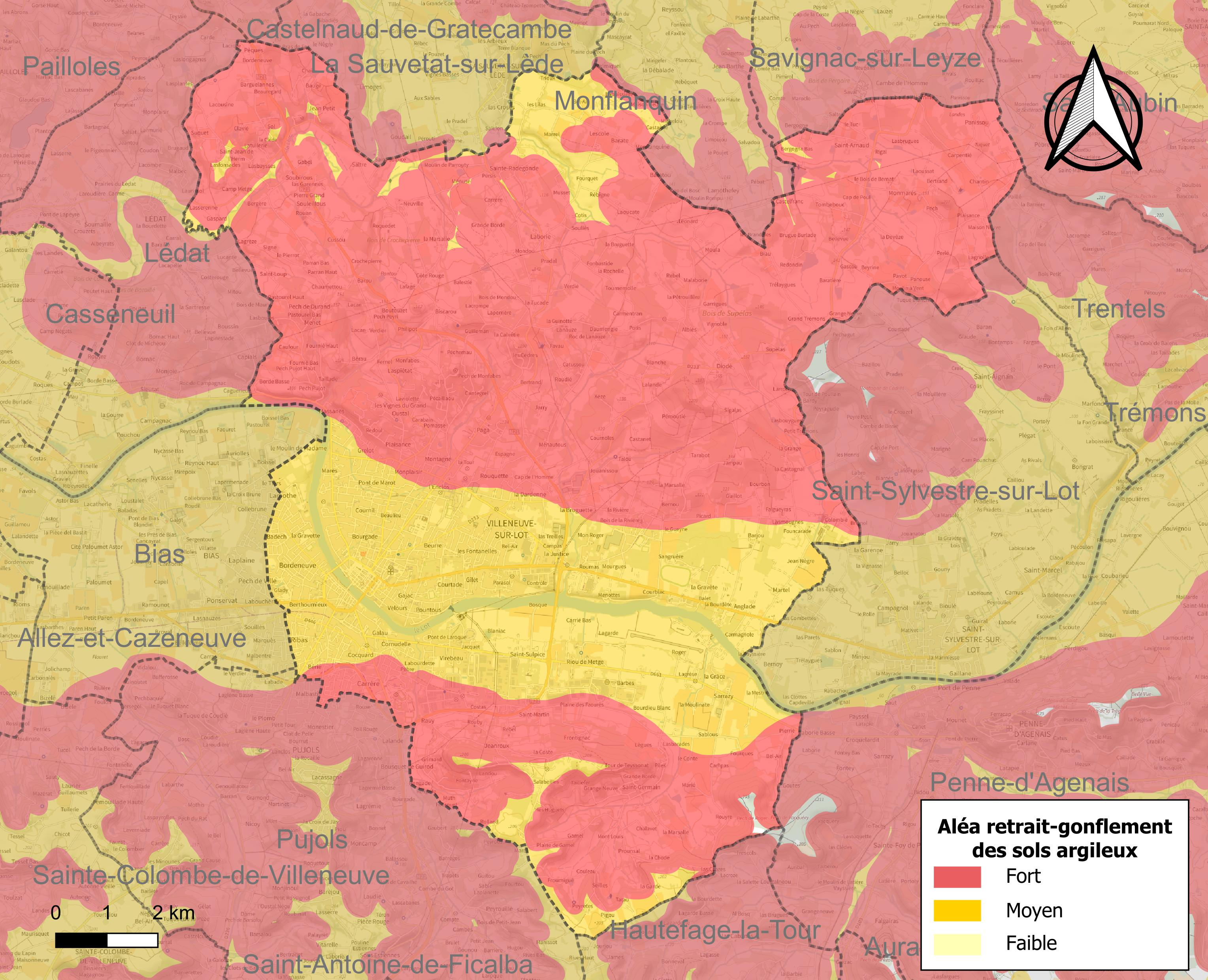
Carte des zones d'aléa retrait-gonflement des sols argileux de Villeneuve-sur-Lot.

Le retrait-gonflement des sols argileux est susceptible d'engendrer des dommages importants aux bâtiments en cas d’alternance de périodes de sécheresse et de pluie. 99,9 % de la superficie communale est en aléa moyen ou fort (91,8 % au niveau départemental et 48,5 % au niveau national). Depuis le 1er octobre 2020, en application de la loi ELAN, différentes contraintes s'imposent aux vendeurs, maîtres d'ouvrages ou constructeurs de biens situés dans une zone classée en aléa moyen ou fort,.
Concernant les mouvements de terrains, la commune a été reconnue en état de catastrophe naturelle au titre des dommages causés par la sécheresse en 1989, 1991, 1997, 2005, 2009 et 2017 et par des mouvements de terrain en 1999 et 2004.

#### Risque technologique
La commune est en outre située en aval des barrages de Grandval dans le Cantal et de Sarrans en Aveyron, des ouvrages de classe A. À ce titre elle est susceptible d’être touchée par l’onde de submersion consécutive à la rupture de cet ouvrage.

## Toponymie
En occitan la ville s'appelle Villanova, qui est l'équivalent en latin médiéval du français Villeneuve ou Neuveville.
Sous l'Ancien Régime et jusqu'en 1875, la commune s'appelle Villeneuve-d'Agen. Elle porte depuis le nom de Villeneuve-sur-Lot.

## Histoire

### Antiquité
Insérée aujourd'hui entre les collines vertes et boisées qui dominent les premières terrasses et la basse vallée du Lot, le site de Villeneuve possède déjà une longue histoire à la fin de la période de La Tène, avec les installations de transport, entre chemins et la puissante voie d'eau Oldus, des Nitiobroges[pas clair]. L'occupation romaine valorise le site antique d'Eysses, nommé en latin Excisum, à environ un kilomètre au nord de l'actuel centre-ville, au carrefour de deux grandes voies de communication. Les nombreuses explorations ou fouilles archéologiques attestent l'érection d'un premier noyau urbain comprenant camp de légionnaires, quartiers artisanaux, forum, curie, temples dont il nous reste quelques sous-structures.
En particulier, des fouilles INRAP effectuées en 2005 sur le site de Ressigué ont permis de mettre au jour des structures fossoyées dans un puits daté du IIe siècle avant notre ère et dans un autre de la fin du Ier siècle de notre ère.

### Moyen Âge
Un monastère fondé au VIIe siècle, que la légende dit florissant à l'époque de Charlemagne, perpétue in situ la grande station antique d'Eysses, sous le nom d'Excisum. Il aurait été détruit et pillé, pendant la décadence carolingienne au IXe siècle, par les pirates normands remontant Garonne et Lot.
Au début du XIe siècle, une abbaye bénédictine dédiée à saint Gervais et saint Protais et l'église paroissiale Saint-Sernin regroupent autour d'elles potiers et paysans, entrainant la formation d'un village à un kilomètre au sud que les historiens nomment Gajac, en référence au site d'un vieux moulin en amont de l'ancienne ville au XIXe siècle. À partir de 1067, cette abbaye du diocèse d'Agen est soumise à l'autorité de l'abbaye de Moissac.
Le village nommé « Gajac », devenu un important bourg, est détruit au début du XIIIe siècle, lors des guerres aux confins du Périgord et de la Guyenne. La guerre des Albigeois a chassé la population des terres monacales. Alphonse de Poitiers, frère de Saint Louis et responsable des armées du royaume de France sur ces apanages méridionaux demande la cession de la terre abandonnée de Gajac à l'abbé et aux moines d'Eysses, pour y bâtir une villa nova ou ville neuve. Entre 1254 et 1263, une bastide est ainsi créée, à l'initiative d'Alphonse de Poitiers, pour servir de point d'appui aux places fortes échelonnées dans le Haut-Agenais : Villeneuve-sur-Lot compte d'emblée parmi les plus vastes et les plus puissantes bastides du Sud-Ouest. Le prince capétien a obtenu des moines d'Eysses la cession de terres nécessaires à la construction d'une ville nouvelle, nantie entre 1264 et 1266 d'une charte de coutumes, ou privilèges, qui en 46 articles en définit sa vie sociale, économique et pénale.
La construction a suivi un plan bien défini adopté par toutes les bastides du sud-ouest de la France : un plan orthogonal organisé autour d'une place centrale, entourée d'arcades, vers laquelle confluent huit rues larges, tirées au cordeau, l'originalité de Villeneuve réside dans sa position à cheval sur le Lot, qui vaut sa devise à la ville villa nova per aquam et lapidem car un pont hardi basé sur un grand arche franchit le Lot et relie la partie urbaine septentrionale, la plus considérable et la mieux bâtie au faubourg Saint-Étienne au sud, en rive gauche, résultat d'une donation complémentaire du seigneur de Pujols au lieu-dit Albrespit,. Des puissantes fortifications initiales, améliorées au siècle suivant, il ne reste plus au XIXe siècle qu'un château, deux tours, un grand mur et deux portes résiduelles, le reste ayant été converti en beaux boulevards.
Après le traité d'Amiens, en 1279, l'Agenais devient possession du roi d'Angleterre, duc d'Aquitaine. Édouard Ier a accepté la construction d'un pont sur le Lot qui est entreprise entre 1282 et 1289, qui constituait l'un des rares points de passage sur la rivière.
La ville est constamment fortifiée au XIVe siècle. Elle est prise en 1337 par le connétable de Brienne. La construction de l'église Sainte-Catherine se situe au XVe siècle. L'église de style gothique Saint-Étienne, élevé progressivement du XiVe siècle au XVIe siècle, domine le petit quartier rive gauche, avec la porte de Pujols ouverte au sud-ouest.
Sa situation va l'amener à jouer un rôle stratégique dès les premiers épisodes de la guerre de Cent Ans.

### Temps modernes
Au cours des guerres de religion, la ville retrouve son rôle stratégique. En 1585, la reine Margot, comtesse d'Agen, rejetée par sa famille et son époux Henri de Navarre, chef des protestants, s'est ralliée à la Ligue. Elle tente de prendre le contrôle l'Agenais en forçant en vain le passage de Villeneuve d'Agen, défendue par le jeune Ciotat qui parvient à reprendre son vieux père captif et présenté devant les murailles (1585). En 1591, le duc de Joyeuse, agissant au nom de la Ligue, assiège également la place de Villeneuve, mais sans succès.
Son rôle de place de guerre prend fin avec les événements de la Fronde. Lors de cette guerre civile qui déchire la France, Villeneuve prend le parti des Princes contre Mazarin. Le siège et la défaite qui s'ensuit (elle est l'une des dernières à capituler, 1653) lui coûte ses remparts, ses fossés. Aucun fait saillant ne vient plus troubler son histoire.[réf. nécessaire]
Sous l'Ancien Régime, Villeneuve d'Agen, sur la grand route d'Agen à Périgueux, fait partie du diocèse et de l'élection d'Agen, ce qui explique son appellation. Disposant d'une juridiction propre, elle dépend du parlement et de l'intendance de Bordeaux.

### Époque contemporaine
La Révolution de 1789 n'y provoque aucun mouvement important et la ville resta « sagement révolutionnaire ».[réf. nécessaire]
La commune instituée en 1790 est chef-lieu de district dans le département du Lot-et-Garonne, le curé Pierre Paganel devient son procureur-syndic pour le district. La commune bourgeoise absorbe avant 1806 les plus modestes communes de Bias, Coulougues, Courbiac, Montmarès, Sainte-Radegonde, Saint-Germain, Saint-Hilaire, Saint-Sernin, Saint-Sulpice-Rivelot et Soubiroux. En 1802, Villeneuve-sur-Lot est une sous-préfecture, avant d'étendre son emprise comme chef-lieu de canton. Une cure catholique accueille un desservant concordataire.
Les bâtiments du monastère d'Eysses, restaurés puis considérablement agrandis, ont été affectés à une grande maison de détention, qui peut accueillir 1200 condamnés recueillis dans onze départements voisins. En 1878, la maison de correction d'Eysses utilise encore la main d'œuvre captive dans des ateliers de toiles, de chaussures, de chapeaux, de bouchons et de peignes. L'étude architecturale de l'ancienne abbaye ne permet pas de remonter au-delà du XVIIe siècle, par contre à proximité de l'établissement, un édifice cylindrique en petit appareil peut apparaître en cella d'un temple romain, à l'image de la tour de Vésone à Périgueux.
En 1841, la commune de 12337 habitants, chef-lieu du quatrième arrondissement du Lot-et-Garonne, et chef-lieu de canton à une trentaine de km (minima 22 km) au nord-nord-est d'Agen, abrite un tribunal de première instance de la cour d'Agen et un tribunal de commerce, une société d'agriculture réputée en agronomie et arboriculture, un juge de paix et un collège communal de garçons. L'arrondissement de Villeneuve regroupe dix cantons : Cancon, Castillonnès, Fumel, Sainte-Livrade, Montclar, Montflanquin, Penne, Tournon (d'Agenais), Villeneuve-d'Agen et Villeréal. L'industrie de Villeneuve n'est pas négligeable : fabrique de toiles, tanneries, tuileries et martinets pour le cuivre. S'y déroule, outre les marchés du mercredi et du samedi en semaine, de nombreuses et importantes foires, les 3 février, 20 mai, 19 juin (deux jours), 4 août, 1er septembre (deux jours), 13 octobre, 26 novembre, 28 décembre, sans oublier mercredi de la mi-carême et lundi de Quasimodo. Le commerce y est fort actif, c'est un des centre d'affaire les plus importants du département, avec de la farine dite de minot, des pruneaux très estimés dits « prunes d'ente » collectées et/ou séchées dans ses environs sous l'appellation de pruneaux d'Agen, des vins, des bestiaux, des papiers, des fers, des cuirs, etc..
Jusqu'au milieu du XIXe siècle, avant l'arrivée du chemin de fer qui la supplée, la rivière fait la richesse de la ville, comme pour la contrée depuis les temps antiques : l'essentiel des marchandises et des pondéreux est transporté par bateaux. Des confins d'Auvergne descendent bois et fromages ; du Rouergue, le cuivre et le papier ; du Quercy, viennent le blé, le vin et les fruits. Toutes ces denrées transitent par Villeneuve d'Agen qui, seule avec Cahors possédait un port de commerce. Les bateaux repartent ensuite vers Bordeaux, puis de là vers les comptoirs français dans les îles [réf. nécessaire].
Dès les années 1860, Villeneuve est desservie par un embranchement de chemin de fer de 9 km qui rejoint à La Penne la grande ligne de Paris à Agen par Limoges. La gare est exploitée par la compagnie du chemin de fer d'Orléans.
Un monument commandé à Barrau rend hommage aux soldats de l'arrondissement morts à l'ennemi entre 1870 et 1871.
À la fin du XIXe siècle, Villeneuve qui compte en 1896 13561 habitants sur sa commune dont 7865 agglomérés vivant intra-muros dans sa petite ville, est surtout connue pour ses produits maraîchers et son commerce de la prune d'ente : petits pois, haricots verts, pruneaux partent par trains entiers vers les grands marchés de Bordeaux et de Paris. C'est aussi un petit centre industriel diversifié, avec l'essor de la conserve alimentaire, la minoterie de Gajac, la distillation de liqueurs réputées, mais aussi la fabrication de tissus métalliques, de boutons de nacre, une grande manufacture de chaussures etc.. Des ateliers y fabriquent aussi des peignes, des chaussons, des galoches, des sabots, des pantoufles, des corsets, des chapeaux, des cordes, des cartonnages, etc. La bibliothèque non loin de la statue du savant Bernard Palissy, natif de l'arrondissement, par le sculpteur Barrias, compterait 10000 volumes. Il existe aussi des pépinières pour l'arboriculture, une vannerie, des huileries et une fabrique d'eaux gazeuses, des ateliers de « constructeurs mécaniciens », notamment des fabriques de pompes, chaudrons, voitures, mais aussi une filature et des teintureries, des tuileries et des briqueteries, une fabrique de plâtre.
En 1901, Villeneuve est une commune vieillissante de 13594 habitants qui s'étale sur 9312 ha dans la vallée du Lot, principalement au nord sur sa rive droite. La mairie est à 55 mètre d'altitude sur une terrasse au bord de la basse vallée du Lot. Le revenu communal en 1903 avoisine 254 923 francs, en partie grâce aux perceptions de l'octroi. La ville accueille une annexe de l'église réformée de Montflanquin. Mais la vie catholique s'est étoffée depuis le début du siècle, avec deux cures et l'installation des bonnes sœurs de la Croix. Le collège est complété par une école secondaire ecclésiastique, une inspection primaire, douze écoles publiques et quatre écoles privées. La bibliothèque ne compte, d'après Élisée Reclus, que 4 500 volumes. Outre le commissaire de police et le receveur particulier, le percepteur et le receveur municipale, la sous-préfecture du quatrième arrondissement accueille forces de l'ordre et administrations : deux brigade de gendarmerie dont une à cheval sont dirigés par un capitaine, qui a la charge globale de 12 brigades, deux contrôleurs des contributions directes, un sous-inspecteur et trois receveurs de l'enregistrement, un receveur principal et entrepreneur des contributions indirectes, un vérificateur des poids et mesures, un conducteur des ponts-et-chaussées, un service d'hypothèque. Dans cet petite ville d'avoués, de huissiers et de notaires, la vie paysanne est animée par un comice agricole. Un dépôt de haras compte 73 chevaux, pour le Lot, le Lot-et-Garonne et le Tarn-et-Garonne, en marge d'une station d'étalons de 15 chevaux.
La commune est aussi connue pour la prison départementale et la colonie pénitentiaire de jeunes gens à Eysses. Sur un plan social, le bureau de bienfaisance affiche des revenus équivalent à 21 063 francs, l'hospice Saint-Cyr de Cocquart accueille 72 lits et l'hospice de Magnac seulement 24 lits, alors que l'orphelinat éduque trente enfants.
Le canton de Villeneuve regroupe en 1901 six communes qui couvrent 17 294 ha et rassemblent seulement 16373 habitants, à savoir Lédat, Pujol, Saint-Antoine, Sainte-Colombe-de-Villeneuve, Sembas et Villeneuve-sur-Lot. L'arrondissement de Villeneuve comprend les dix mêmes cantons que dans les années 1840, avec 90 communes, couvrant 154 557 ha et accueillant 75 839 habitants.
L'ancienne église Sainte-Catherine du XVIe siècle fut détruite en 1914, après qu'une voûte se soit effondrée en 1897 et que le constat de délabrement soit dressé. La construction du nouvel édifice, de style romano-byzantin, commença en 1898 et dura 39 années. Les travaux furent suspendus une première fois en 1905, en conséquence des lois de séparation de l'Église et de l'État et faute de crédits. Les travaux reprirent en 1909 grâce à l'intervention et à un don de Georges Leygues, ministre de l'Instruction publique et des Beaux-Arts. Le chœur est consacré en 1911. Le projet est augmenté d'un clocher en 1911 et le porche construit à partir de 1912 pour être terminé en 1924 après une nouvelle interruption pendant la première guerre mondiale. Les sacristies commencent à être construites en 1924. Le chantier sera achevé et l'église consacrée en 1937.
La chapelle Notre-Dame de Grâce renferme une Madone vénérée, objet de pèlerinage ancien. En diverses rues, le long du Lot, sur l'ancienne place des Cornières, rebaptisée en l'honneur de Lafayette, dans le vieux quartier Saint-Étienne, apparaissent ça et la des traces relictuelles de l'urbanisme du XIIIe siècle et des siècles suivants, par des arcades et vieilles maisons, des murs et des supports de fortifications à la tour de Pujols et à la tour de Paris, surmontée par une tour carré à mâchicoulis, cette dernière commandant l'ancienne sortie au nord-nord-est de la Villeneuve.
La ville est reliée par une ligne de chemin de fer secondaire à voie métrique à Monflanquin et Villeréal de 1911 à 1933. Ce réseau est exploité par les Tramways de Lot-et-Garonne puis les Voies ferrées départementales du Midi.

Villeneuve-sur-Lot au tout début du XXe siècle
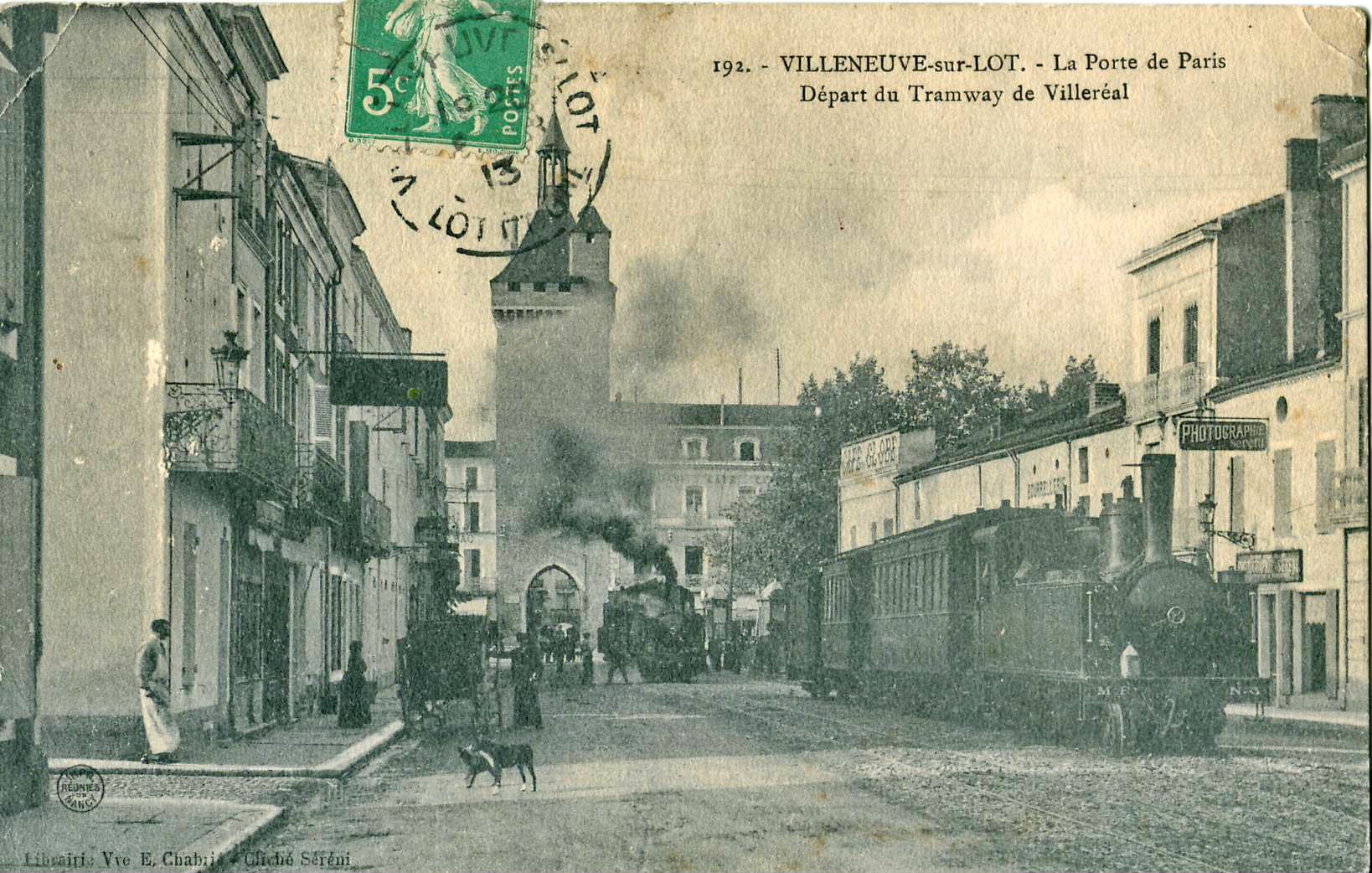
La Porte de Paris : départ du tramway de Villeréal.
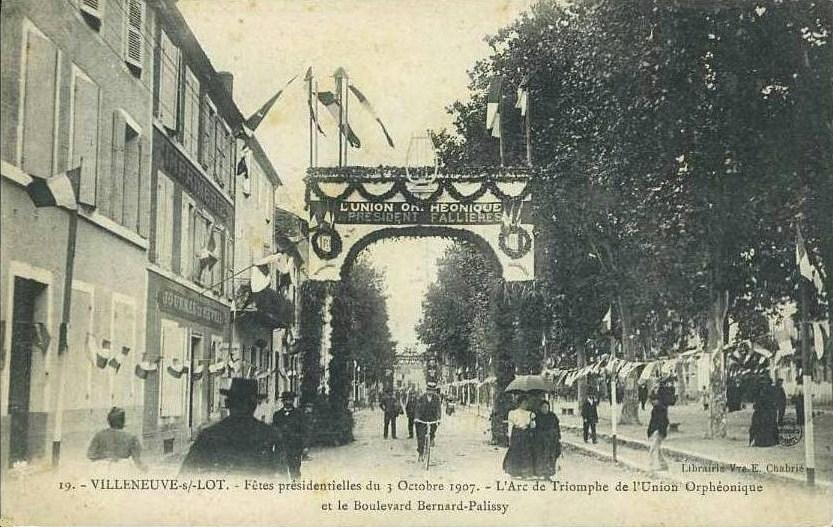
Fêtes présidentielles du 3 octobre 1907 : l'arc de triomphe de l'Union Orphéonique et le boulevard Bernard-Palissy.
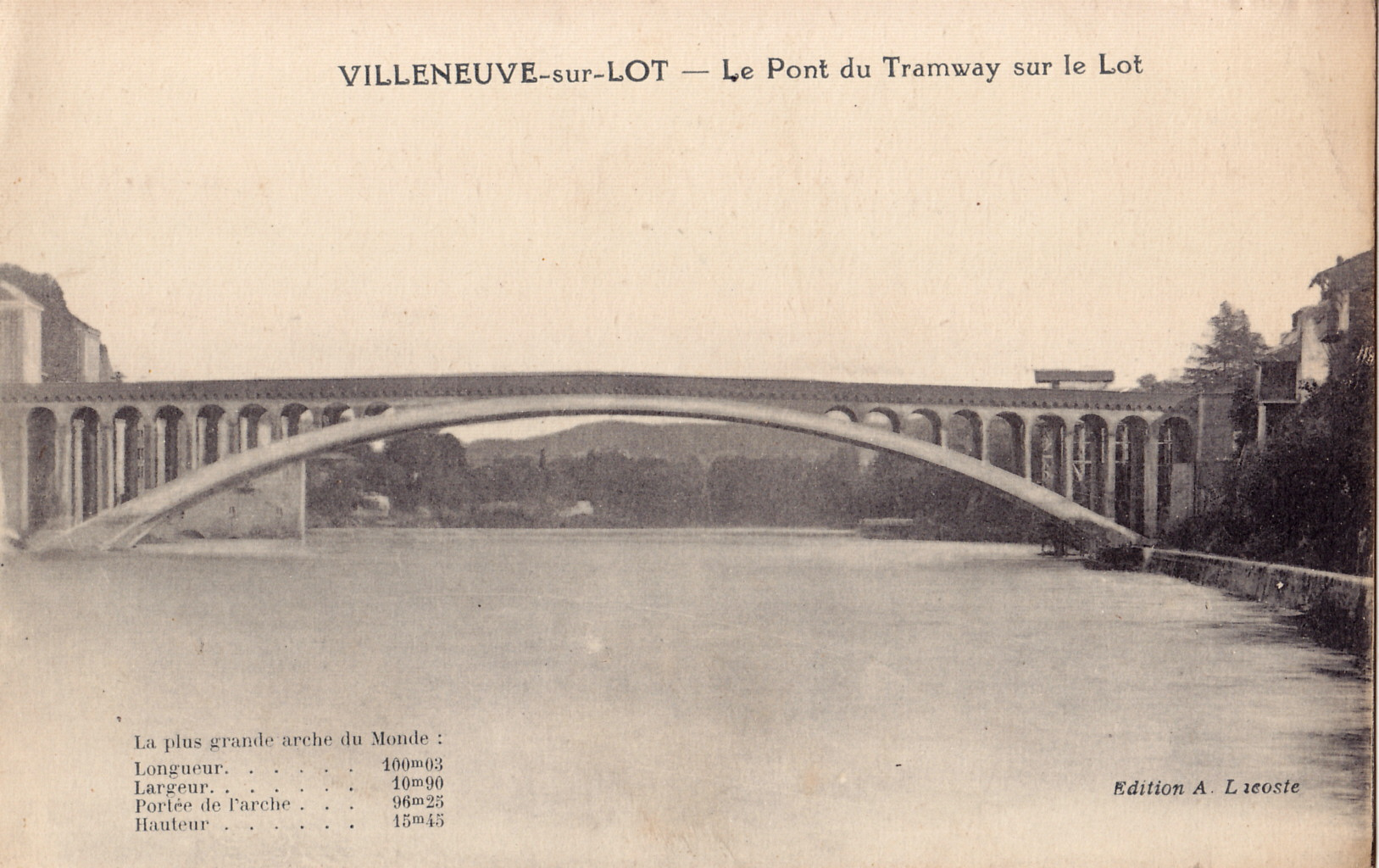
Le pont du tramway.
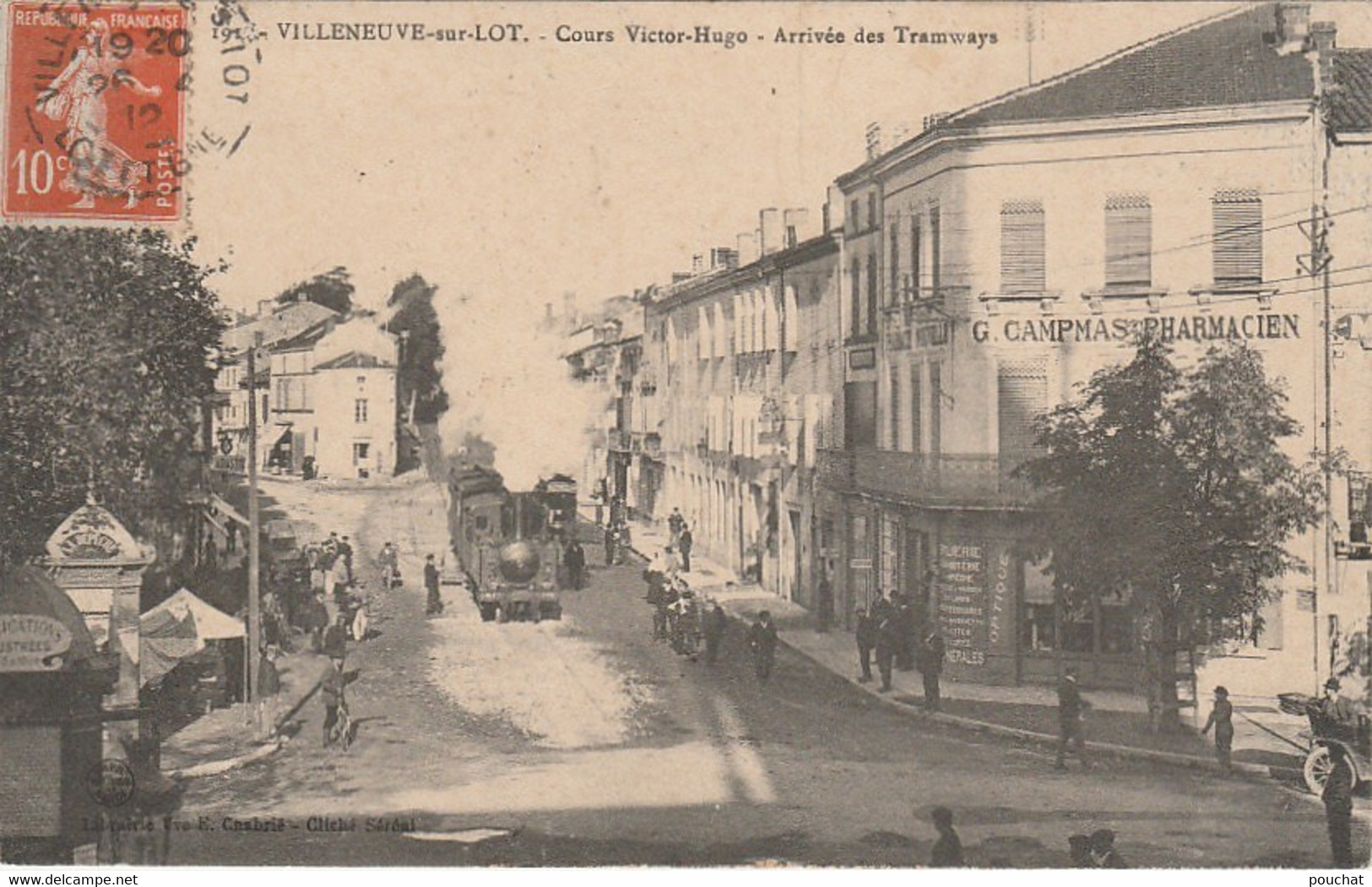
Le Cours Victor-Hugo - Arrivee des Tramways

Bias est redétachée de Villeneuve-sur-Lot en 1935.

## Politique et administration

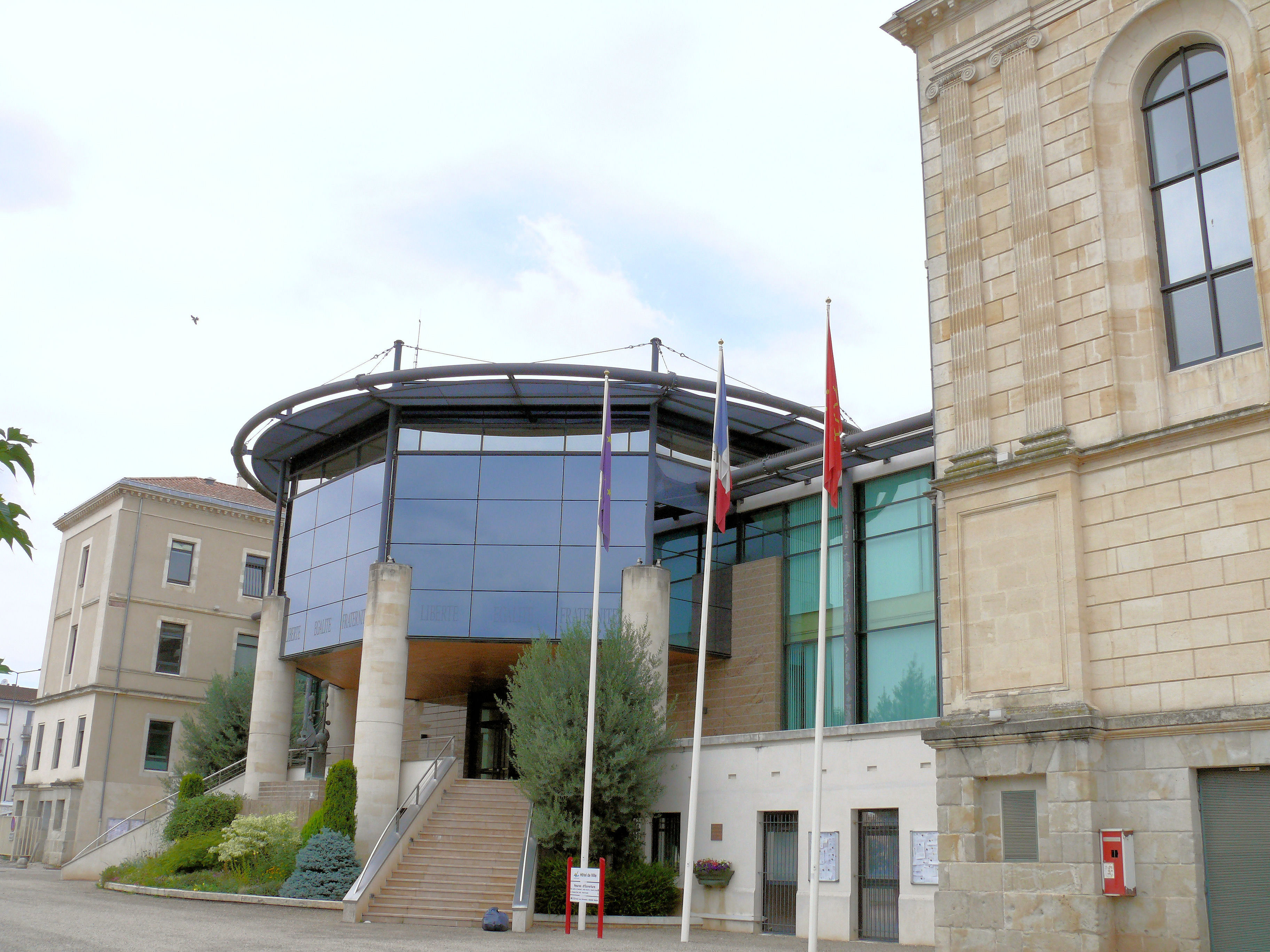
L'Hôtel de ville de Villeneuve-sur-Lot

### Rattachements administratifs et électoraux

#### Rattachements administratifs
La commune est le chef-lieu de l'arrondissement de Villeneuve-sur-Lot du département de Lot-et-Garonne.
Elle était de 1793 à 1973 le chef-lieu du canton de Villeneuve-sur-Lot, année où celui-ci est scindé entre les cantons de Villeneuve-sur-Lot-Nord et de Villeneuve-sur-Lot-Sud. Dans le cadre du redécoupage cantonal de 2014 en France, cette circonscription administrative territoriale a disparu, et le canton n'est plus qu'une circonscription électorale.

#### Rattachements électoraux
Pour les élections départementales, la commune est depuis 2014 le bureau centralisateur des cantons de Villeneuve-sur-Lot-1 et Villeneuve-sur-Lot-2
Pour l'élection des députés, elle fait partie de la troisième circonscription de Lot-et-Garonne.

### Intercommunalité
Villeneuve-sur-Lot était le siège de la communauté de communes du Villeneuvois, un établissement public de coopération intercommunale (EPCI) à fiscalité propre créé en 1999 et auquel la commune avait transféré un certain nombre de ses compétences, dans les conditions déterminées par le code général des collectivités territoriales.
Cette intercommunalité a fusionné avec la communauté de communes du Roquentin (sauf Sauvagnas), formant, en 2009 la communauté de communes du Villeneuvois (CCV), qui s'est transformée le 1er janvier 2010 en communauté d'agglomération sous le nom de Communauté d'agglomération du Grand Villeneuvois, dont Villeneuve est désormais membre.

### Tendances politiques et résultats
En décembre 2012 un scandale politico-financier implique Jérôme Cahuzac, alors ministre délégué chargé du budget et de la lutte contre l'évasion fiscale. Jérôme Cahuzac fut maire (PS) de Villeneuve-sur-lot de mars 2001 à juin 2012. À la suite de la nomination de Jérôme Cahuzac comme ministre délégué chargé du budget et de la lutte contre l'évasion fiscale, son premier adjoint Patrick Cassany (PS) est élu maire (12 juillet 2012 - juillet 2020)

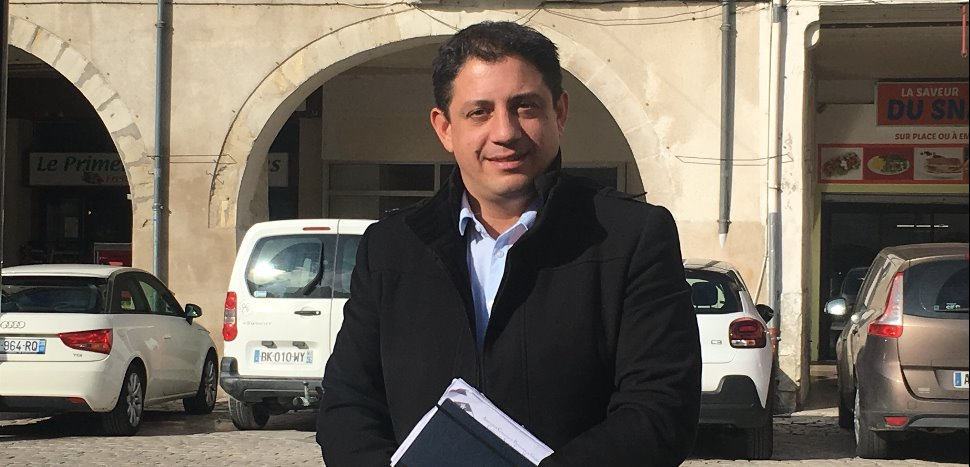
Guillaume Lepers, maire de Villeneuve-sur-Lot depuis 2020

Au second tour des élections municipales de 2014 en Lot-et-Garonne, la liste PS-PCF-EELV menée par le maire sortant — qui avait succédé à Jérôme Cahuzac après sa démission — obtient la majorité des suffrages exprimés, avec 4 527 voix (42,92 %, 26 conseillers municipaux élus dont 14 communautaires), battant largement les listes menées respectivement par : 

- Étienne Bousquet-Cassagne (FN, 3 203 voix, 30,37 %, 5 conseillers municipaux élus dont 3 communautaires) ;

- Paul Caubet (DVG, 2 816 voix, 26,70 %, 4 conseillers municipaux élus dont 3 communautaires).

Lors de ce scrutin, 35,50 % des électeurs se sont abstenus.
Au second tour des élections municipales de 2020 en Lot-et-Garonne, la liste DVD menée par Guillaume Lepers obtient la majorité des suffrages exprimés, avec 3 510 voix (49,80 %, 27 conseillers municipaux élus dont 18 communautaires), battant largement les listes menées respectivement par :

- Thomas Bouyssonnie (DVG, 1 765 voix, 25,04 %, 4 conseillers municipaux élus dont 1 communautaire) ;

- Patrick Cassany, maire sortant (PS, 1 221 voix, 17,32 %, 3 conseillers municipaux élus dont 1 communautaire) ;

- Étienne Bousquet-Cassagne (RN, 552 voix, 7,83 %, 1 conseiller municipal élu).

Lors de ce scrutin, marqué par la pandémie de Covid-19 en France, 56,53 % des électeurs se sont abstenus.

### Liste des maires
| Période      | Période                       | Identité                | Étiquette    | Qualité |
| ------------ | ----------------------------- | ----------------------- | ------------ | --- |
| août 1944    | avril 1949                    | Léon Bonnet             |              | Instituteur, président du Comité local de libération |
| juin 1949    | mars 1955                     | René Rieus              | RI           | Ancien ingénieur en chef des travaux publics de l'Indochine Conseiller général de Villeneuve-sur-Lot (1946 → 1955) Décédé en fonction |
| mars 1955    | mai 1955                      | M. Courderc             |              | |
| mai 1955     | mai 1974                      | Jacques Raphaël-Leygues | UNR puis UDR | Avocat Député de Lot-et-Garonne (3e circ.) (1958 → 1962) Conseiller général de Villeneuve-sur-Lot (1955 → 1967) Ambassadeur de France en Côte d'Ivoire (1963 → 1979) |
| juin 1974    | octobre 1976                  | Jean-Claude Cayrel      | PS           | Pharmacien Conseiller général de Villeneuve-sur-Lot (1967 → 1973) Élu à la suite d'une élection municipale partielle Démissionnaire pour raisons de santé |
| octobre 1976 | mars 1977                     | Jacques Descayrac,      | PS           | Médecin Premier adjoint au maire (1974 → 1976) |
| mars 1977    | mars 1983                     | Georges Lapeyronie      | UDF-PR       | Avocat |
| mars 1983    | 1983                          | Jacques Raphaël-Leygues | DVD (ex-RPR) | Avocat Ancien ambassadeur de France en Côte d'Ivoire (1963 → 1979) |
| 1983         | mars 1989                     | Georges Lapeyronie      | UDF puis CNI | Avocat |
| mars 1989    | octobre 1992                  | Claude Larroche         | UDF puis DVD | Chef d'entreprise Conseiller général de Villeneuve-sur-Lot-Nord (1992 → 1995) |
| octobre 1992 | mai 1993                      | Léon Bourjade           | RPR          | Pomiculteur, maire par intérim Premier adjoint au maire (1989 → 1992) |
| mai 1993     | mars 2001                     | Michel Gonelle          | RPR          | Avocat Député de Lot-et-Garonne (1986 → 1988) Élu à la suite d'une élection municipale partielle |
| mars 2001    | juin 2012                     | Jérôme Cahuzac          | PS           | Chirurgien Ministre du Budget (2012 → 2013) Député de Lot-et-Garonne (3e circ.) (1997 → 2002 et 2007 → 2012) Conseiller général de Villeneuve-sur-Lot-Sud (1998 → 2001) Président de la CC du Villeneuvois (2001 → 2008) Démissionnaire à la suite de sa nomination au gouvernement |
| juillet 2012 | juillet 2020                  | Patrick Cassany         | PS           | Agent immobilier Conseiller général de Villeneuve-sur-Lot-Sud (2001 → 2015) Conseiller départemental de Villeneuve-sur-Lot-2 (2015 → 2021) Président de la CC du Villeneuvois (2008 → 2010) Président de la CA du Grand Villeneuvois (2010 → 2020)                                  |
| juillet 2020 | juillet 2024                  | Guillaume Lepers        | LR           | Directeur commercial chez Gifi Député de Lot-et-Garonne (3e circ.) (2024 → ) Conseiller départemental de Villeneuve-sur-Lot-1 (2015 → 2024) Président de la CA du Grand Villeneuvois (2020 → 2024) Démissionnaire après son élection comme député                                   |
| juillet 2024 | En cours (au 23 juillet 2024) | Gérard Régnier          |              | Retraité, ancien directeur de clinique Adjoint au maire (2020 → 2024) Président de la CA du Grand Villeneuvois (2024 → ) |

### Jumelages
- Ávila (Espagne) depuis 1984 ;
- Bouaké (Côte d'Ivoire) depuis 1957 ;
- Neustadt (Allemagne) ;
- San Donà di Piave (Italie) ;
- Troon (Écosse) depuis 1987.

Villeneuve-sur-Lot est la ville marraine de la frégate anti sous-marine « Georges Leygues ».

## Équipements et services publics

### Espace publics
Dans son palmarès 2024, le Conseil national de villes et villages fleuris de France a attribué deux fleurs à la commune.

### Énergie
La ville contribue à la protection de l’environnement. En effet, depuis le 20 octobre 2005, la communauté du Grand Villeneuvois utilise de l'huile végétale pure pour faire fonctionner ses véhicules (10 poids lourds du service de collecte des ordures ménagères). C'est une première en France où le statut légal de l'huile végétale carburant est sujet à controverse. Sur ce point, la CCV s'est appuyée sur l'expertise d'un juriste pour justifier l'aspect légal des huiles végétales brutes utilisées comme carburant.

### Enseignement
L'éducation est assurée dans la commune de Villeneuve-sur-Lot de la crèche, en passant par l'école maternelle, l'école élémentaire et le collège jusqu'au lycée Lot-et-Bastides, issu de la fusion du lycée polyvalent Georges Leygues et du lycée technique Louis Couffignal), institution privée Sainte-Catherine, lycée technique privé L'Oustal, le tout étant complété par une bibliothèque municipale et un centre aéré.
Depuis 2023, un campus offre un enseignement à distance de diverses formations supérieures : BTS, licence, master.

### Justice, sécurité, secours et défense
La ville a été, jusqu'en 2010, le siège d'un tribunal d'instance et d'un tribunal de commerce.

## Population et société
Les habitants sont appelés les Villeneuvois.

### Démographie
L'évolution du nombre d'habitants est connue à travers les recensements de la population effectués dans la commune depuis 1793. Pour les communes de plus de 10 000 habitants les recensements ont lieu chaque année à la suite d'une enquête par sondage auprès d'un échantillon d'adresses représentant 8 % de leurs logements, contrairement aux autres communes qui ont un recensement réel tous les cinq ans,.

En 2022, la commune comptait 22 004 habitants, en évolution de −1,86 % par rapport à 2016 (Lot-et-Garonne : −0,18 %, France hors Mayotte : +2,11 %).
| 1793   | 1800  | 1806   | 1821  | 1831   | 1836   | 1841   | 1846   | 1851   |
| ------ | ----- | ------ | ----- | ------ | ------ | ------ | ------ | ------ |
| 10 125 | 9 600 | 10 727 | 9 211 | 10 652 | 11 222 | 12 337 | 13 088 | 13 212 |

| 1856   | 1861   | 1866   | 1872   | 1876   | 1881   | 1886   | 1891   | 1896   |
| ------ | ------ | ------ | ------ | ------ | ------ | ------ | ------ | ------ |
| 13 834 | 13 830 | 13 114 | 13 681 | 14 448 | 14 560 | 14 693 | 13 798 | 13 561 |

| 1901   | 1906   | 1911   | 1921   | 1926   | 1931   | 1936   | 1946   | 1954   |
| ------ | ------ | ------ | ------ | ------ | ------ | ------ | ------ | ------ |
| 13 594 | 13 540 | 13 181 | 11 350 | 12 047 | 12 197 | 12 655 | 17 055 | 15 784 |

| 1962   | 1968   | 1975   | 1982   | 1990   | 1999   | 2006   | 2011   | 2016   |
| ------ | ------ | ------ | ------ | ------ | ------ | ------ | ------ | ------ |
| 17 295 | 21 682 | 22 307 | 23 045 | 22 782 | 22 782 | 23 466 | 23 232 | 22 422 |

| 2021   | 2022   | - | - | - | - | - | - | - |
| ------ | ------ | - | - | - | - | - | - | - |
| 21 629 | 22 004 | - | - | - | - | - | - | - |

| selon la population municipale des années : | 1968 | 1975 | 1982 | 1990 | 1999 | 2006 | 2009 | 2013 |
| Rang de la commune dans le département      | 2    | 2    | 2    | 2    | 2    | 2    | 2    | 2    |
| Nombre de communes du département           | 326  | 311  | 313  | 317  | 317  | 319  | 319  | 319  |

En 2011, la commune et l'aire urbaine comptent respectivement 23 232 et 50 265 habitants. L'aire urbaine de Villeneuve-sur-Lot est la seconde du département de Lot-et-Garonne avec 56 343 habitants.

### Manifestations culturelles et festivités
Villeneuve-sur-Lot a bénéficié du soutien personnel de Georges Leygues pour devenir, à partir des années trente, la capitale culturelle du Lot-et-Garonne. Natif de Villeneuve-sur-Lot, Georges Leygues fut successivement ministre de l'instruction publique (1894-1895), ministre de l'intérieur (1895), ministre des beaux-arts (1898-1902), ministre des colonies (1906), ministre de la marine (1917, 1925, 1930, 1933), puis à nouveau ministre de l'intérieur (1931).
En 1914 il propose à la ville un projet de « Maison du Peuple » pouvant accueillir 900 personnes. Le projet ne sera pas validé par la commune et abandonné. En 1927, Georges Leygues propose de financer un théâtre sur l'emplacement d'un prison départementale. Le projet est confié à l'architecte Guillaume Tronchet à qui il est demandé de « réaliser un édifice art déco équivalent du point de vue architectural au théâtre d'Agen et dont la notoriété devra s'étendre bien au-delà ». Le théâtre éponyme Georges-Leygues sera inauguré en 1935, deux ans après la mort de son financeur. La direction des affaires culturelles de la ville instruira le dossier d'inscription du bâtiment au titre des monuments historiques en 2008.
Depuis son inauguration par Sacha Guitry, qui y créa sa pièce La fin du Monde, le samedi 28 septembre 1935, les saisons du théâtre Georges-Leygues figurent parmi les plus significatives de la région Aquitaine.

#### Festival du rire
Le festival a été créé en 1992 par l'Association Saint-Roch Saint-Fiacre. Il se déroule fin juin-début juillet.
Le festival propose tous les ans un concours national de jeunes humoristes. Ainsi sont passés par ce concours Christophe Alévêque, Baptiste Lecaplain, Titoff... En deuxième partie sont programmés de jeunes humoristes.

#### Le festival de Jazz de 1973 à 2002
L'association « Jazz47 » organise à partir de 1973 un festival qui fera venir de grands noms du jazz et du blues : Raphaël Faÿs, Monty Alexander, Jimmy Smith, Buddy Guy, John Lee Hooker, Earl Hines, Benny Carter, Lionel Hampton... Les concerts avaient lieu à « La Cave » sous l'ancienne poste et au théatre Georges Leygues. En 1989 est créée l'association « Jazz en villeneuvois » pour une manifestation plus importante qui accueillera Ray Charles, Hank Jones, Abbey Lincoln et Miles Davis à la salle des Fontanelles jusqu'en 1992,.

### Sports et loisirs
Le sport à Villeneuve-sur-Lot concerne plus de 60 associations[réf. nécessaire].

#### Rugby à XIII
Le club phare de la ville est le club de rugby à XIII du Villeneuve XIII rugby league qui joue en Championnat de France de rugby à XIII depuis sa création. Créé en 1934. Il évolue au Stade Max-Rousié (Villeneuve-sur-Lot) du nom du joueur phare du club d'avant guerre Max Rousié, international français de rugby à XV de rugby à XIII.

#### Autres sports
- Courses hippiques : la société hippique de Sangruère organise chaque année 6 journées de courses au trot, avec tous les deux ans, l'accueil du Trophée Vert, un circuit national disputé sur les plus belles pistes en herbe ! L'association a été créée en 1875, ce qui fait d'elle, la plus vieille association villeneuvoise.
- Tennis de table : le Ping Pong Club villeneuvois évolue dans le Championnat de France par Équipes de Pro A depuis 2013. Il compte dans ses rangs deux champions de France seniors : Adrien Mattenet (2015) et Stéphane Ouaiche (2014 et 2016).
- Escrime : l'AEV est un club de la ligue d'escrime d'Aquitaine, formateur d'épéistes de haut niveau et l'un des premiers clubs formés à Villeneuve-sur-Lot[70].
- Aviron : fondé en 1886, l'Aviron Villeneuvois est l'un des plus anciens clubs de Villeneuve.
- Basket-ball : en 1948 est créée une section Basket à l'Aviron Villeneuvois. Le Villeneuve Basket Club, club professionnel héritier de ce sport, évolue actuellement en Nationale 3.
- Biathlon.
- Canoë-kayak : activité proposée par le Canoë-kayak club de Villeneuve-sur-Lot.
- Rugby à XV : le Rugby Club villeneuvois[71], créé en 2003, est la renaissance du Club Athlétique villeneuvois (CAV), qui avait atteint l'élite en 1989. Il joue en Fédérale 2 de la ligue régionale Nouvelle-Aquitaine. Son palmarès est le suivant :
  - Champion du Périgord agenais de 3e série 2005-2006
  - Champion du Périgord agenais de 2e série 2006-2007
  - Champion du Périgord agenais de 1re série 2008-2009
  - Champion du Périgord agenais de Promotion d’honneur 2009-2010

#### Installations sportives

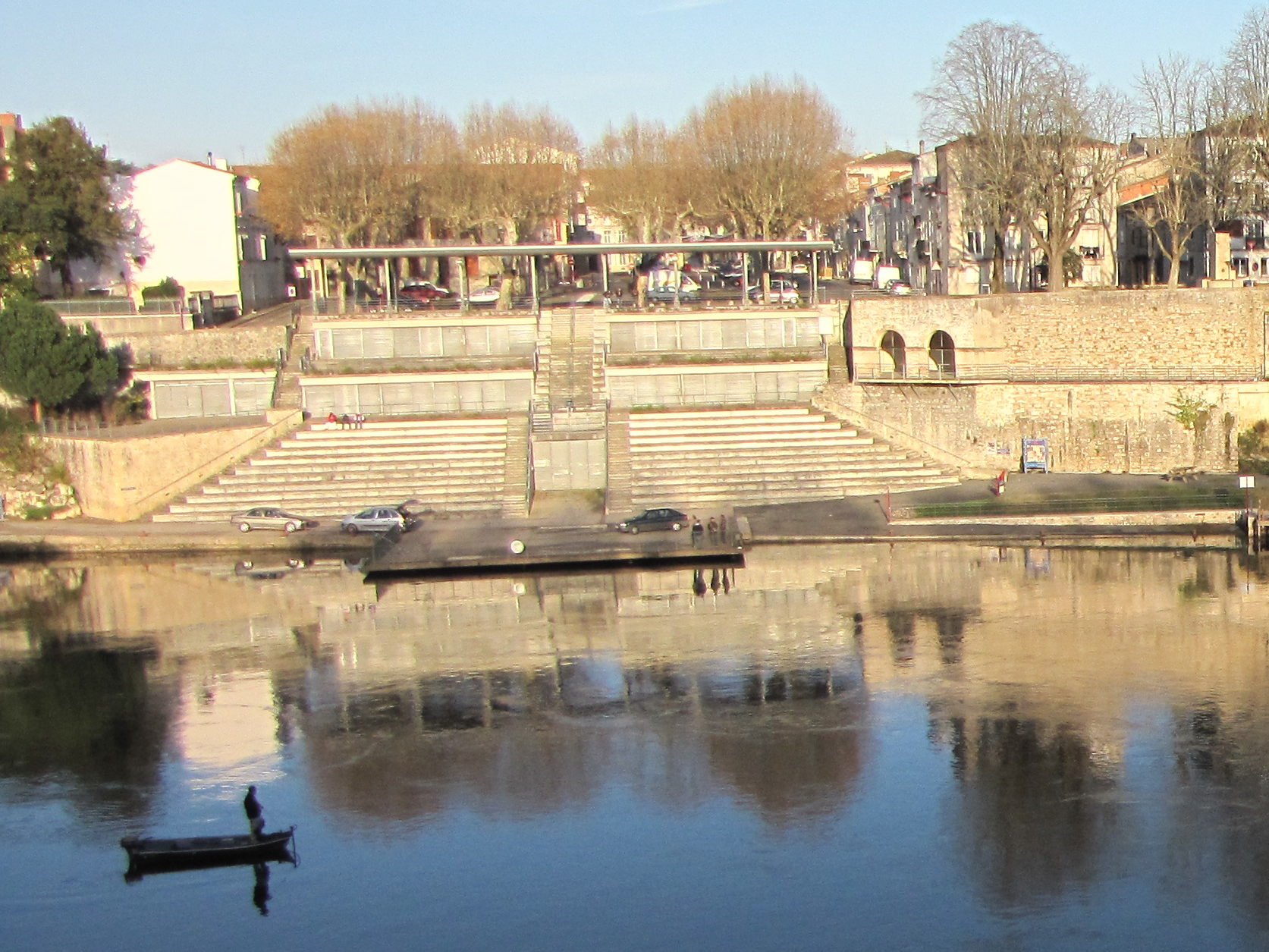
Tribunes pour les compétitions d'aviron.

Villeneuve-sur-Lot possède de nombreux équipements sportifs dont l'hippodrome de Sangruère, le haras national, le stade de la Myre Mory pour les équipes de rugby (XIII et XV). Le terrain d'honneur porte le nom de « Stade Max-Rousié ».

La ville possède aussi des stades à Eysses (stade de football où s'entraine le FCVL, football club vallée du Lot), à Courbiac et à Choisy (derrière le collège Anatole France et près de l'institution Ste Catherine).
Elle possède aussi des tribunes donnant sur le plan d'eau que représente le Lot où se déroulent des compétitions d'aviron.

Villeneuve est ville étape de la course cycliste Route du Sud (voir son palmarès et statistiques).

### Cultes
- Paroisse Saint-Joseph de l'église catholique en France.
- Église Protestante Réformée de France[73].
- Église Protestante Évangélique Les Peupliers[74].
- Église Évangélique Vie et Lumière.
- Église pentecôtiste Assemblée De Dieu.
- Mosquée.

## Économie
L'entreprise phare de Villeneuve-sur-Lot est Gifi, un groupe de distribution possédant plus de 551 magasins en 2017. Ces magasins sont en majorité en France. Quelques enseignes sont présentes en Belgique, en Espagne (Catalogne) et au Maroc. L'entreprise GiFi a été fondée en 1981 par Philippe Ginestet.
Parmi les autres réussites économiques de la ville, on trouve aussi SYST'AM, fondée en 1988 par Gérard Cinquin, pharmacien. Elle est l'une des entreprises leader de l'équipement médical spécialisée notamment dans la conception et la fabrication de supports d'aide à la prévention de l'escarre.

### Monnaie locale
En janvier 2010, une association de Villeneuvois lance une monnaie locale complémentaire, l'Abeille.

## Culture locale et patrimoine

### Lieux et monuments

#### Patrimoine civil
- Les vestiges de la ville romaine d'Excisum à Eysses, à côté de la prison.
- De ses anciens remparts, Villeneuve-sur-Lot a conservé la porte de Paris (anciennement porte de Monflanquin) et la porte de Pujols, toutes deux de la fin du XIVe siècle[77]. Ce sont les seuls vestiges des remparts qui défendaient la ville. Toutes les deux, bâties en pierre et en brique, sont couronnées de créneaux et de mâchicoulis.
- La place de Lafayette, appelée place des Cornières.
- L'hôpital Saint-Cyr[78].
- L’ancien hôtel de ville.
- La villa Gaston Rapin abritant l'école d'art André Malraux.
- Enjambant le Lot, le pont des Cieutats, ou pont Vieux, contemporain du pont Valentré de Cahors, était au XIIIe siècle surmonté de trois tours défensives. Si les deux arches méridionales datent du XIIIe siècle, la grande arche située du côté de la rive droite a été édifiée au XVIIe siècle, à la suite de dégradations jugées irréversibles des arches antérieures. Cette nouvelle arche a été conçue afin de faciliter l'écoulement du courant ; la principale faiblesse de cet ouvrage d'art, conçu par des ingénieurs anglais peu au fait du régime des eaux des rivières d'Aquitaine, résidait en effet dans sa massivité qui en faisait un obstacle que la pression des eaux a peu à peu dégradé. La légende rapporte que trois bateaux descendant le Lot furent arrêtés au pied du pont vieux par une force mystérieuse. L'un des marins ayant plongé pour voir ce qui les retenait, remonta portant une statuette de la Vierge. Il fut alors décidé de bâtir une chapelle surplombant le lieu de la découverte. Depuis lors, la statuette surveille la rivière depuis le toit de la chapelle.
- Le pont de la Libération.
- Le pont de Bastérou.
- Le château de la Sylvestrie des XIIe – XIIIe siècles[79].
- Le château de Lamothe[80].
- Le château de Rogé[81].
- Le château de Bonrepos[82].
- Le théâtre Georges-Leygues.
- L'ancienne viguerie du XVe siècle[83].
- Le musée municipal, appelé musée de Gajac, ouvert depuis 1999 à Villeneuve-sur-Lot, est un musée d'art (XVIe au XXe siècle) et un lieu d'expositions temporaires. La mise en valeur du patrimoine et l'ouverture à l'art contemporain font partie de sa mission. Il est l'un des grands centres d'art de la région.
- Le haras.

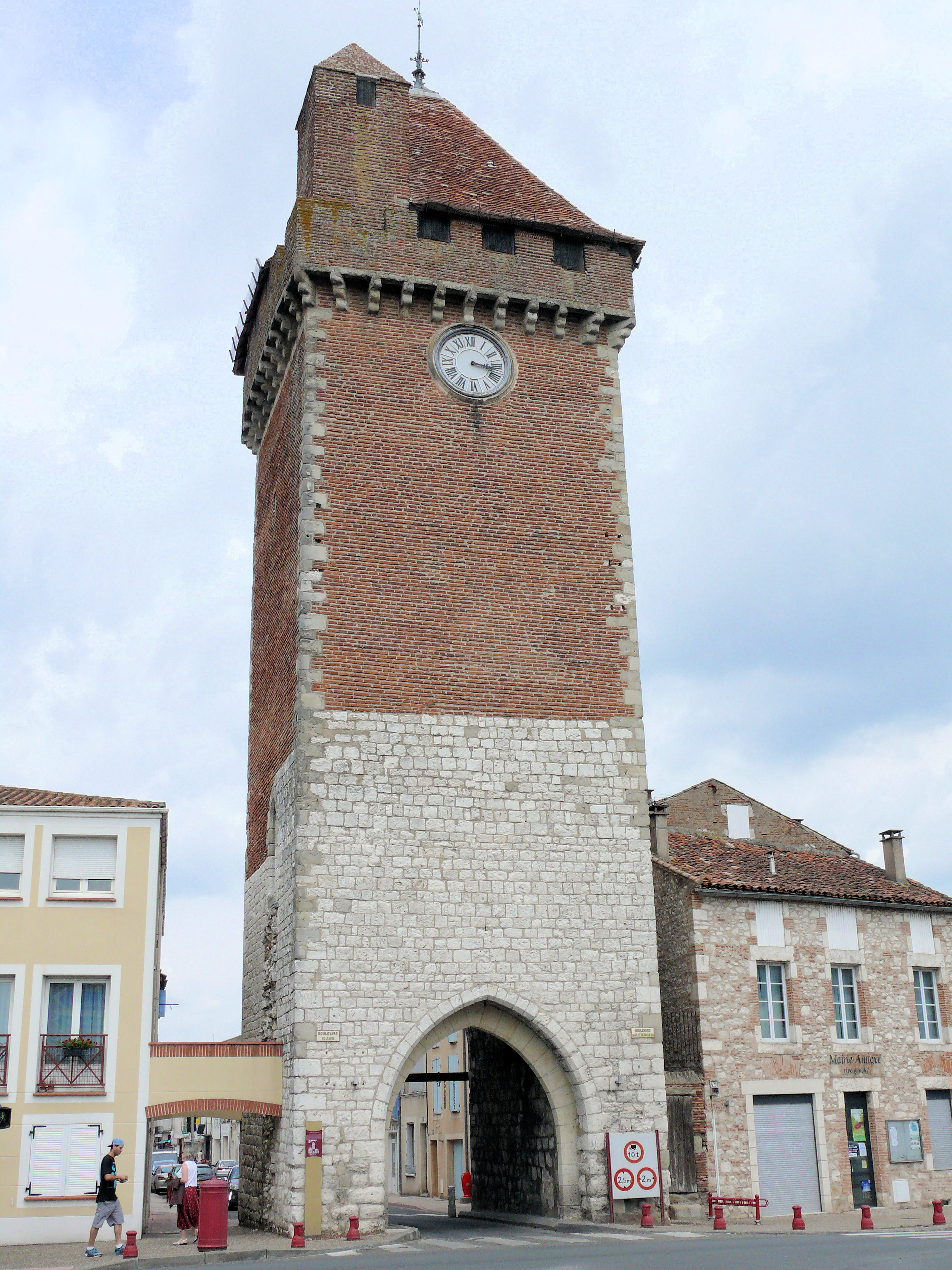
Porte de Pujols.
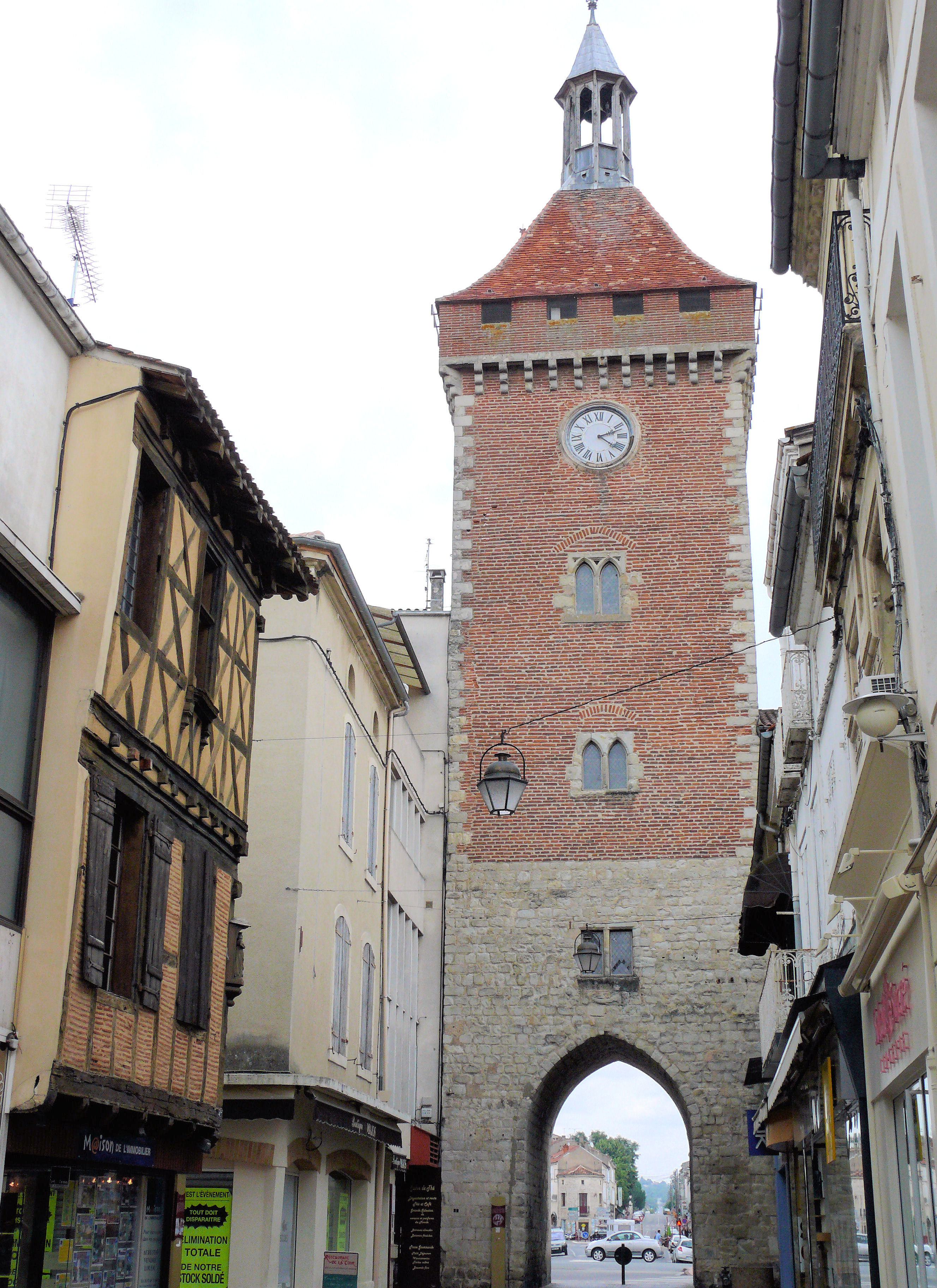
Porte de Paris.
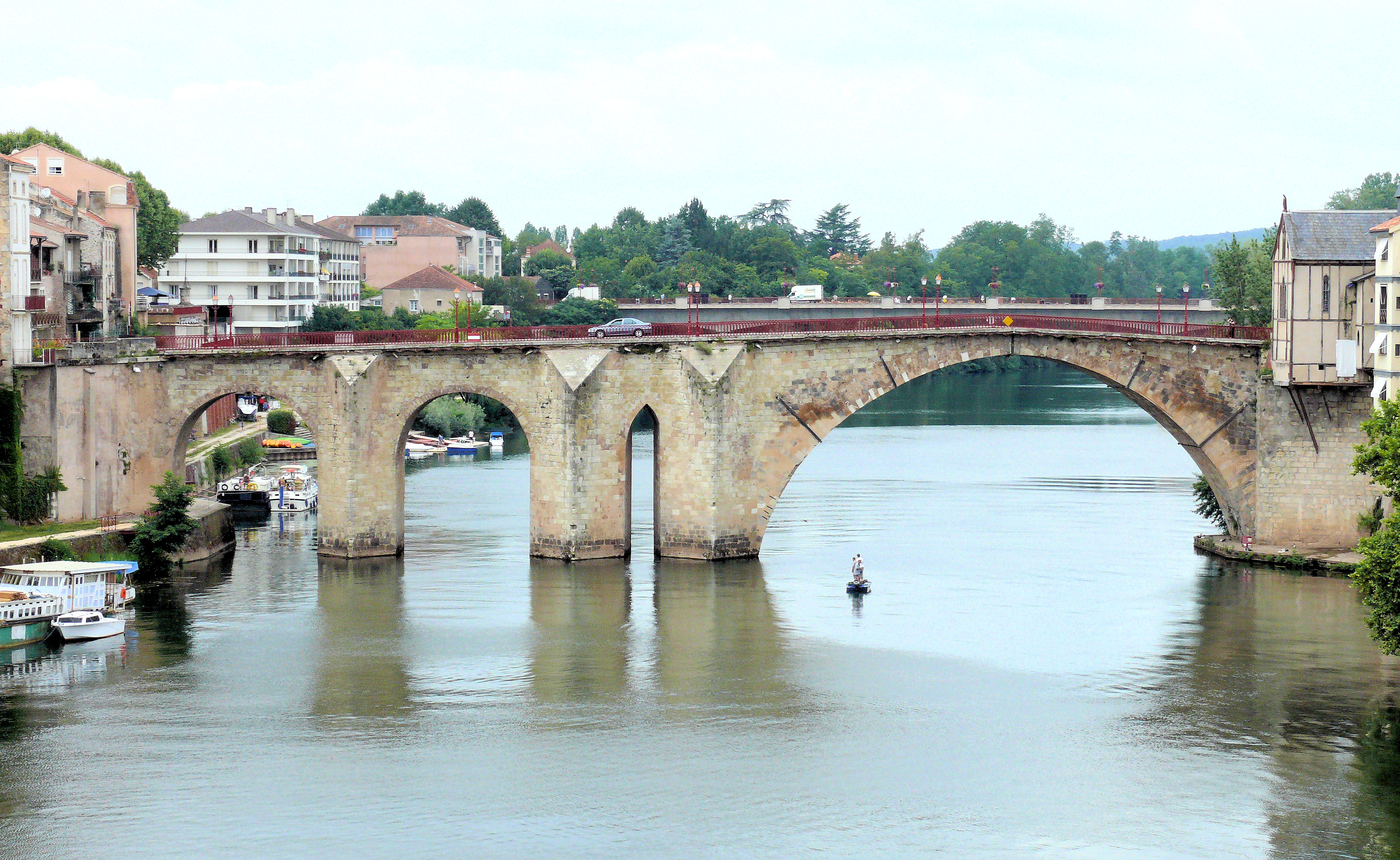
Pont des Cieutats.
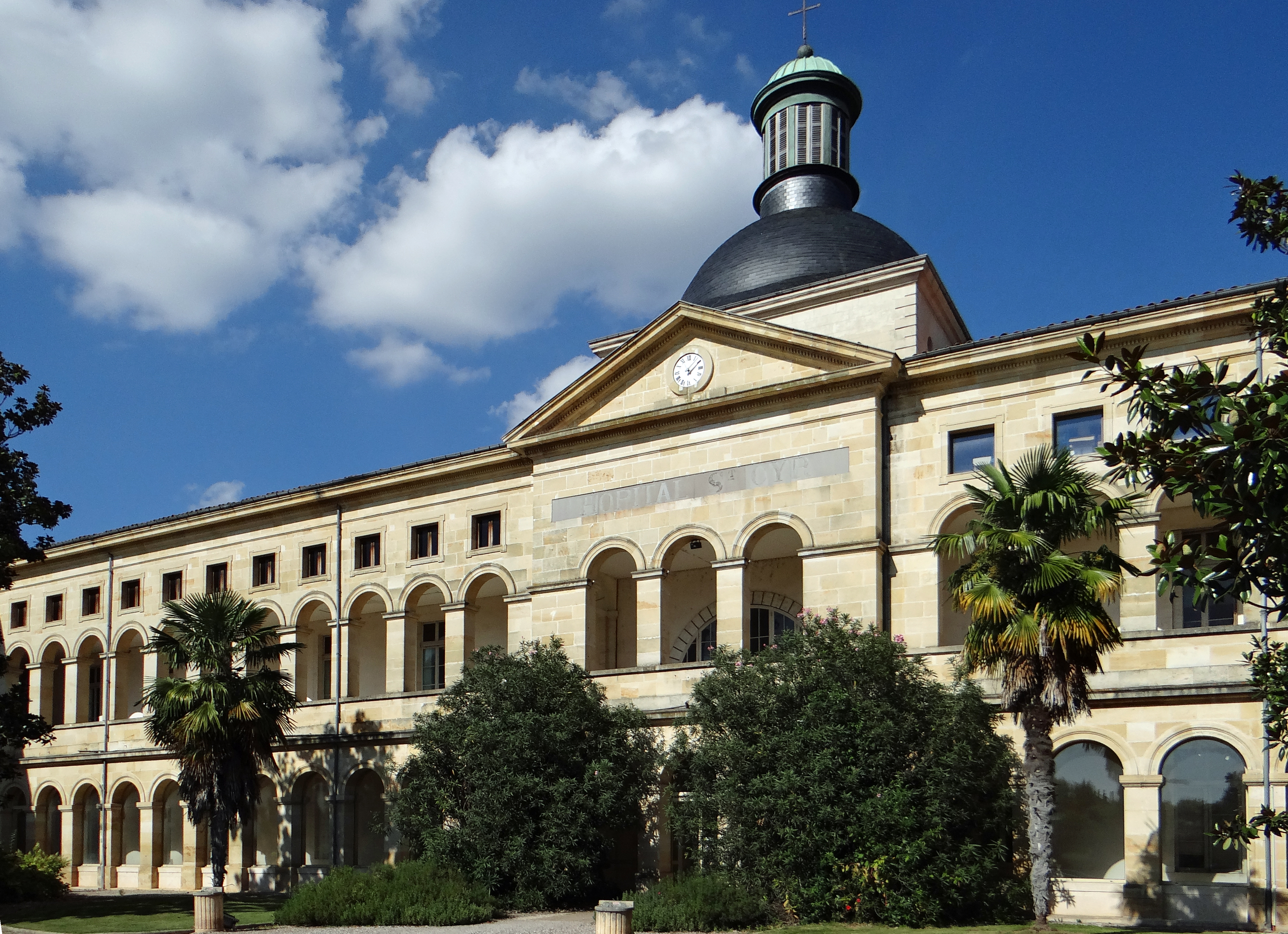
Hôpital Saint-Cyr
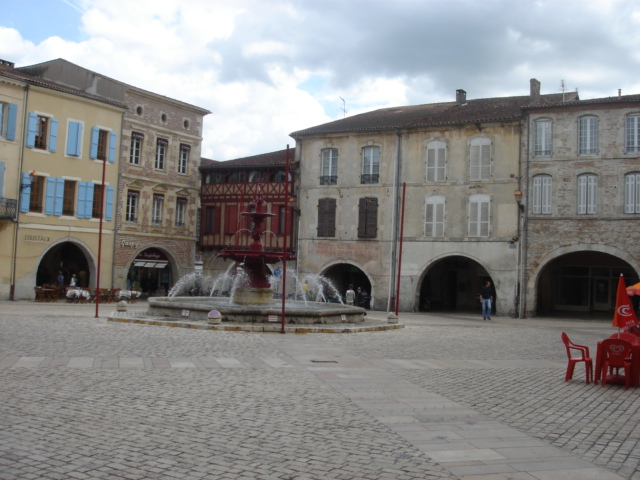
Place des Cornières.
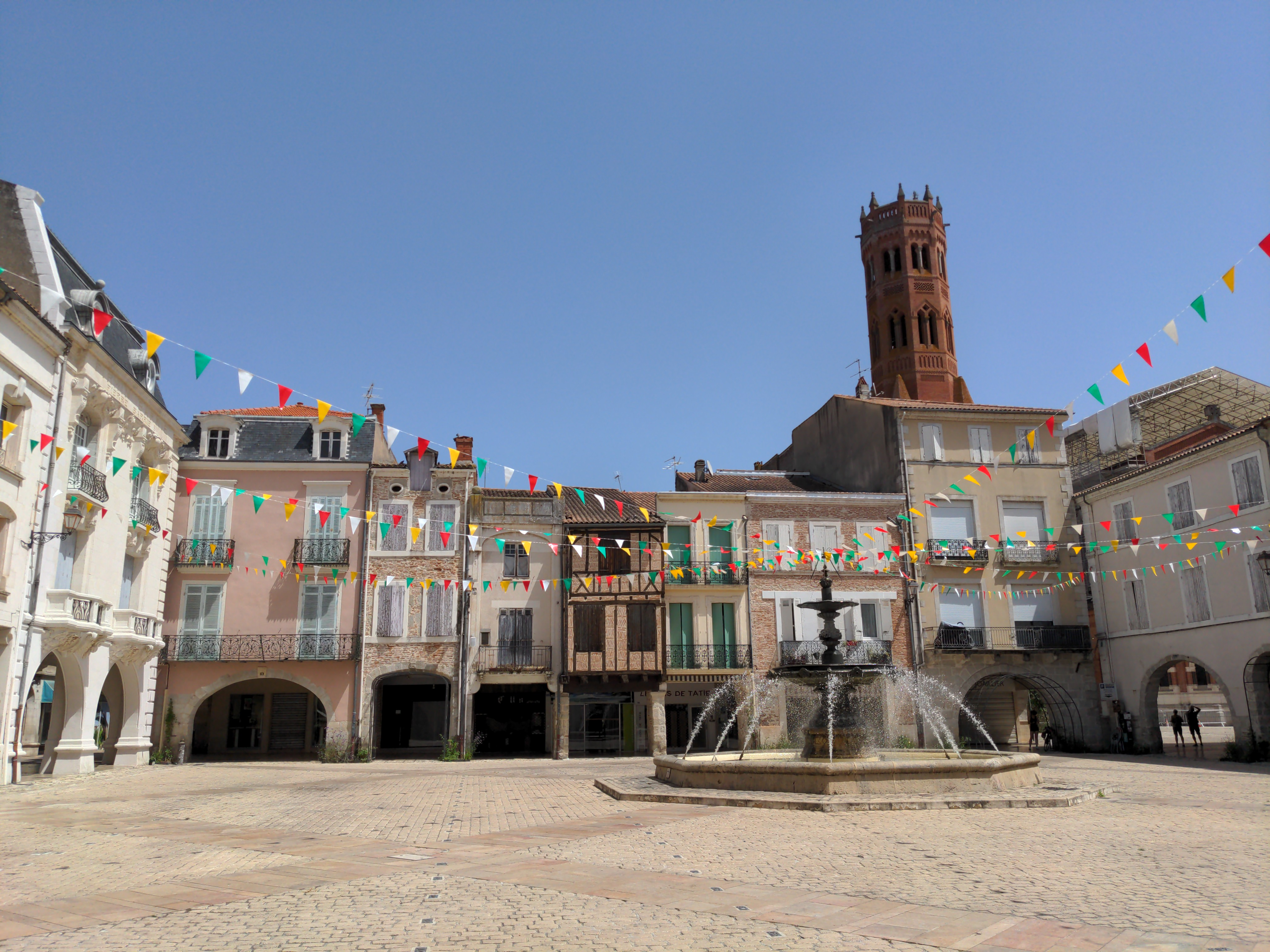
Place Lafayette Villeneuve-sur-Lot.

#### Édifices religieux

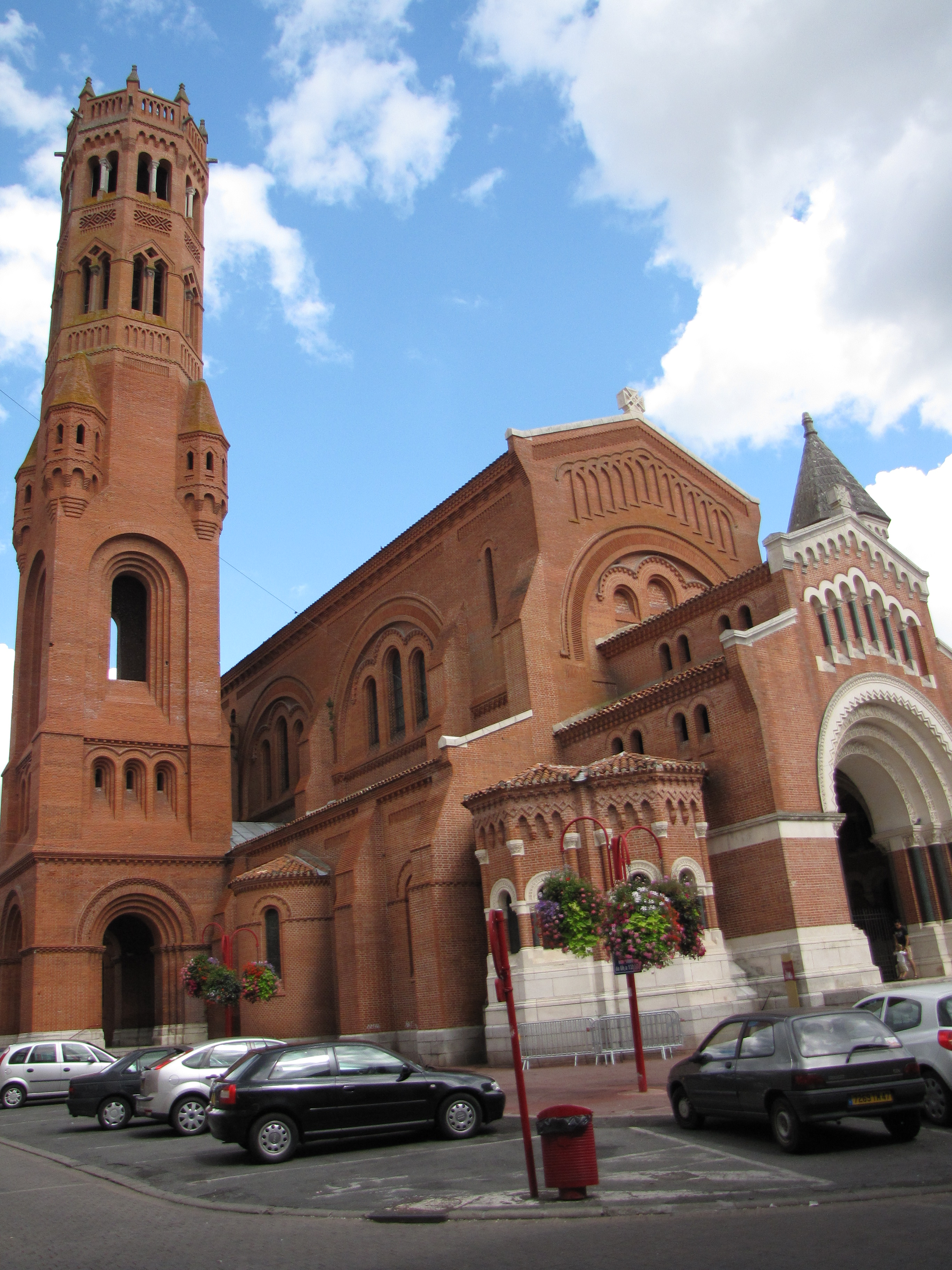
Église Sainte-Catherine.

- L'abbaye Saint-Gervais et Saint-Protais était située à Eysses[84], rue Victor Michaud à l'emplacement du centre de détention[85].
- L'église Sainte-Catherine, rue Sainte-Catherine, est de style néoroman byzantin, et offre une orientation nord-sud inhabituelle. Elle fut érigée au début du XXe siècle en remplacement de l'ancienne église du XIIIe siècle, jugée trop vétuste. Elle abrite de remarquables vitraux des XIVe et XVe siècles (provenant de l'ancienne église).
- L'église Saint-Étienne, rue Saint-Étienne, fut construite à la naissance de la bastide au XIIIe siècle. Elle fut achevée au XVIe siècle. C'est un bel édifice gothique tardif de type méridional[86].
- L'église Saint-Sernin d'Eysses, rue Victor Michaud.
- L'église Saint-Pierre-ès-Liens de Collongues.
- L'église Saint-Pie X à Courbiac.
- L'église Saint-Hilaire à La Grâce.
- L'église Sainte-Anne à Monmarès.
- L'église Saint-Gernain-l'Auxerrois à Saint-Germain.
- L'église Saint-Sulpice à Saint-Sulpice-Rive-Lot.
- L'église Sainte-Radegonde à Sainte-Radegonde.
- L'église Saint-Pierre à Soubirous.
- L'église Saint-Martin à Petit-Trémons.
- La chapelle du Bout du pont, rue Notre-Dame[87].
- La chapelle Saint-Jean-Baptiste des Pénitents blancs, rue de l'Écluse. La confrérie est fondée en 1657. La chapelle est bénie en 1667.
- La chapelle de l'ancien hôpital Saint-Cyr, boulevard Saint-Cyr de Coquard.
- La chapelle Notre-Dame du monastère de l'Annonciade, rue Crochepierre.
- La chapelle Notre-Dame-de-Divine-Miséricorde, rue Paul Claudel au cimetière Sainte-Catherine.
- la chapelle Saint-Jean-Marie-Vianney, avenue du Général De Gaulle.
- La chapelle du centre de détention, rue Victor Michaud.
- Le temple réformé, rue du Général Blaniac.
- L'église protestante évangélique, rue des Peupliers.
- L'église évangélique assemblée de Dieu, rue de l'Abbaye.
- L'église évangélique Vie et Lumière, rue Victor Delberge.
- La salle du royaume, rue Montplaisir.

### Équipements culturels
Mentionné dès 1264 dans l’acte de fondation de la bastide de Villeneuve-sur-Lot, le moulin de Gajac, transformé en minoterie au XIXe siècle, possède une histoire qui se confond avec celle de la cité tout entière. Le musée de Gajac occupe le site majestueux d’un ancien moulin installé au bord de la rivière, en plein centre de Villeneuve-sur-Lot. Il abrite une importante collection de beaux-arts et organise de nombreuses expositions temporaires.
La bibliothèque municipale est créée en 1860 grâce au don d'un fonds par Lamartine. À partir de 1970, elle intègre des locaux au sein du centre culturel de la ville et en 1978, elle prend le nom de Bibliothèque municipale Paul-Guth. Elle ne quittera ses locaux que temporairement de juillet 2006 à avril 2007 pour des travaux de rénovation qui ont permis de réorganiser totalement les 547 m2 qu'occupe la bibliothèque. Le fonds de l'établissement rassemble actuellement plus de 50 000 documents. La bibliothèque participe activement à l'organisation du salon du Livre de la ville et au salon Keskili, le rendez-vous des bébés lecteurs.

### Personnalités liées à la commune
Par thème et par ordre alphabétique.

### Villeneuve-sur-Lot dans les arts et la culture
Plusieurs films et séries ont été tournés dans la commune en particulier :
- 1994 : Les Roseaux sauvages de André Téchiné.

### Héraldique
| Blason de Villeneuve-sur-Lot | Blason  | D'azur au pont de cinq arches d'argent, sommé de trois tours du même, celle du milieu plus élevée, celles de dextre et senestre surmontées d'une fleur de lys d'or, sur une rivière aussi d'argent. devise : villa nova per aquam et lapidem |
| Blason de Villeneuve-sur-Lot | Détails | Cette description a été faite pour la première fois en 1547 par le roi de France Henri II. Le blason représente à la fois le pont, symbole de la ville, dans son ancienne configuration (cinq arches, trois tours) et, par la fleur de lys, le pouvoir royal (la ville a été fondée par Alphonse de Poitiers, frère de saint Louis). Le statut officiel du blason reste à déterminer. |